# Alice de Battenberg
Vous lisez un « article de qualité » labellisé en 2021.
Signature
Alice de Battenberg (en allemand : Alice von Battenberg et en grec moderne : Αλίκη του Μπάττενμπεργκ / Alíki tou Mpáttenmpergk), princesse de Battenberg puis, par son mariage, princesse de Grèce et de Danemark, est née le 25 février 1885 au château de Windsor, au Royaume-Uni, et morte le 5 décembre 1969 au palais de Buckingham, dans ce même pays. Belle-mère de la reine Élisabeth II du Royaume-Uni, c'est une princesse anglo-allemande entrée dans la famille royale de Grèce par son mariage avec le prince André. Devenue religieuse après la mort de son époux, elle fonde une éphémère communauté hospitalière orthodoxe.
Arrière-petite-fille de la reine Victoria, Alice de Battenberg souffre de surdité congénitale, mais l'éducation que lui donne sa mère lui permet de surmonter son handicap et d'apprendre à lire sur les lèvres en quatre langues différentes. La princesse grandit en Allemagne, au Royaume-Uni et à Malte, où son père, officier de la Royal Navy, est fréquemment stationné. Après avoir épousé le prince André de Grèce et de Danemark en 1903, elle vit en Grèce jusqu'au bannissement de la famille royale après la Première Guerre mondiale et la guerre gréco-turque de 1919-1922.
En 1930, Alice, convertie à l'orthodoxie grecque, connaît une crise mystique qui conduit à son internement en Suisse. Libérée de sa clinique fin 1932, elle choisit de vivre séparée de son mari et de sa famille jusqu'en 1937, année où sa fille Cécile, l'époux de celle-ci et leurs enfants périssent dans un accident d'avion à Ostende. Réconciliée avec sa famille, mais toujours séparée de son époux, Alice revient finalement vivre à Athènes en 1938 et y reste pendant toute la Seconde Guerre mondiale. Alors que presque tous les autres membres de la famille royale choisissent la voie de l'exil, la princesse organise des soupes populaires et abrite chez elle une famille juive, ce qui lui vaut de recevoir, de façon posthume, le titre de « Juste parmi les nations » en 1993.
Une fois la guerre terminée et devenue veuve du prince André en 1944, la princesse continue à vivre en Grèce, où elle fonde une communauté monastique, qui périclite dès 1959. Après l'instauration de la dictature des colonels en 1967, Alice quitte toutefois son pays pour s'installer auprès de son fils Philip, marié à la reine Élisabeth II depuis 1947. La princesse passe ainsi ses dernières années au palais de Buckingham, où elle meurt deux mois après avoir perdu sa fille Théodora. D'abord inhumée à Windsor, la dépouille d'Alice est finalement transférée à l'église Sainte-Marie-Madeleine de Jérusalem en 1988.

## Famille

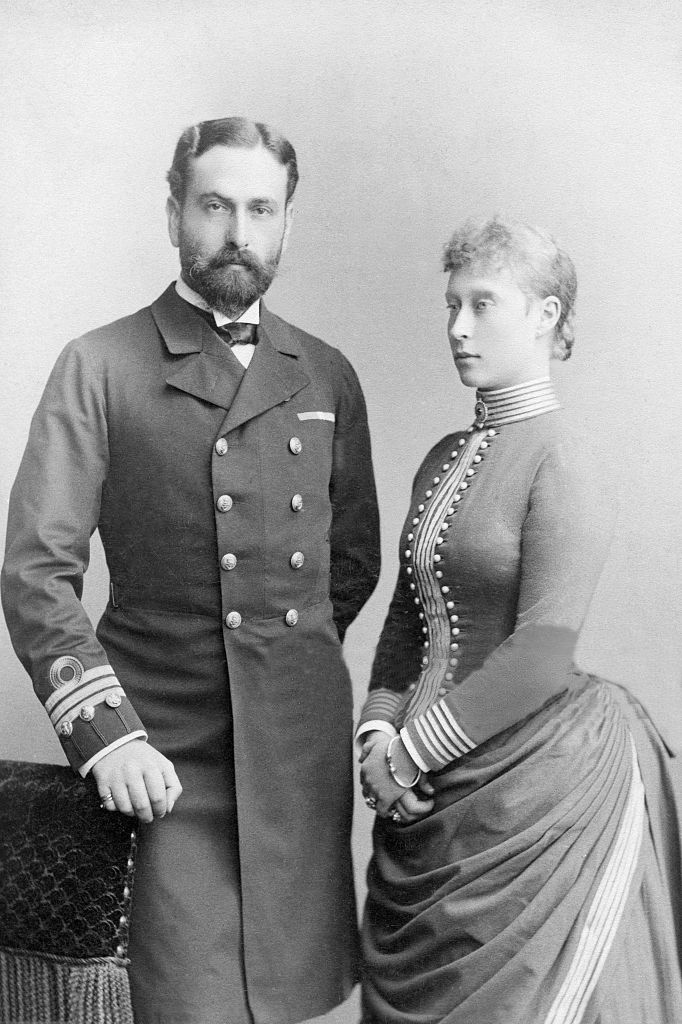
Louis de Battenberg et Victoria de Hesse-Darmstadt, parents d'Alice (1883).

Issue de la maison de Battenberg, une branche morganatique de la maison de Hesse, Alice est la fille aînée de Louis de Battenberg (1854-1921), prince de Battenberg puis marquis de Milford Haven, et de son épouse la princesse Victoria de Hesse-Darmstadt (1863-1950). Par son père, elle descend du prince Alexandre de Hesse-Darmstadt (1823-1888) et de sa femme Julia Hauke (1825-1895), princesse de Battenberg. Par sa mère, elle est la petite-fille du grand-duc Louis IV de Hesse-Darmstadt et de la princesse Alice du Royaume-Uni (1843-1878).
Les 6 et 7 octobre 1903, la princesse Alice épouse civilement puis religieusement à Darmstadt, en Allemagne, le prince André de Grèce (1882-1944), fils du roi Georges Ier de Grèce (1845-1913) et de son épouse la grande-duchesse Olga Constantinovna de Russie (1851-1926).
De cette union naissent cinq enfants :
- Marguerite de Grèce (1905-1981), princesse de Grèce et de Danemark, qui épouse le 20 avril 1931, à Langenbourg, le prince Gottfried de Hohenlohe-Langenbourg (1897-1960). D'où postérité ;
- Théodora de Grèce (1906-1969), princesse de Grèce et du Danemark, qui épouse le 17 août 1931, à Baden-Baden, le margrave Berthold de Bade (1906-1963), héritier du trône de Bade. D'où postérité ;
- Cécile de Grèce (1911-1937), princesse de Grèce et de Danemark, qui épouse le 2 février 1931, à Darmstadt, le grand-duc Georges-Donatus de Hesse-Darmstadt (1906-1937), prétendant au trône de Hesse-Darmstadt. D'où postérité éteinte en 1937 et 1939 ;
- Sophie de Grèce (1914-2001), princesse de Grèce et de Danemark, qui épouse en premières noces, le 15 décembre 1930, à Cassel, le prince Christophe de Hesse-Cassel (1901-1943) puis, en deuxièmes noces, le 23 avril 1946, à Salem, le prince Georges-Guillaume de Hanovre (1915-2006). D'où postérité des deux unions ;
- Philippe de Grèce (1921-2021), prince de Grèce et de Danemark, qui devient Philip Mountbatten, duc d'Édimbourg, avant d'épouser la future reine Élisabeth II du Royaume-Uni (1926-2022) le 20 novembre 1947. D'où postérité.

## Biographie

### Une jeunesse anglo-allemande

#### Naissance et entourage familial

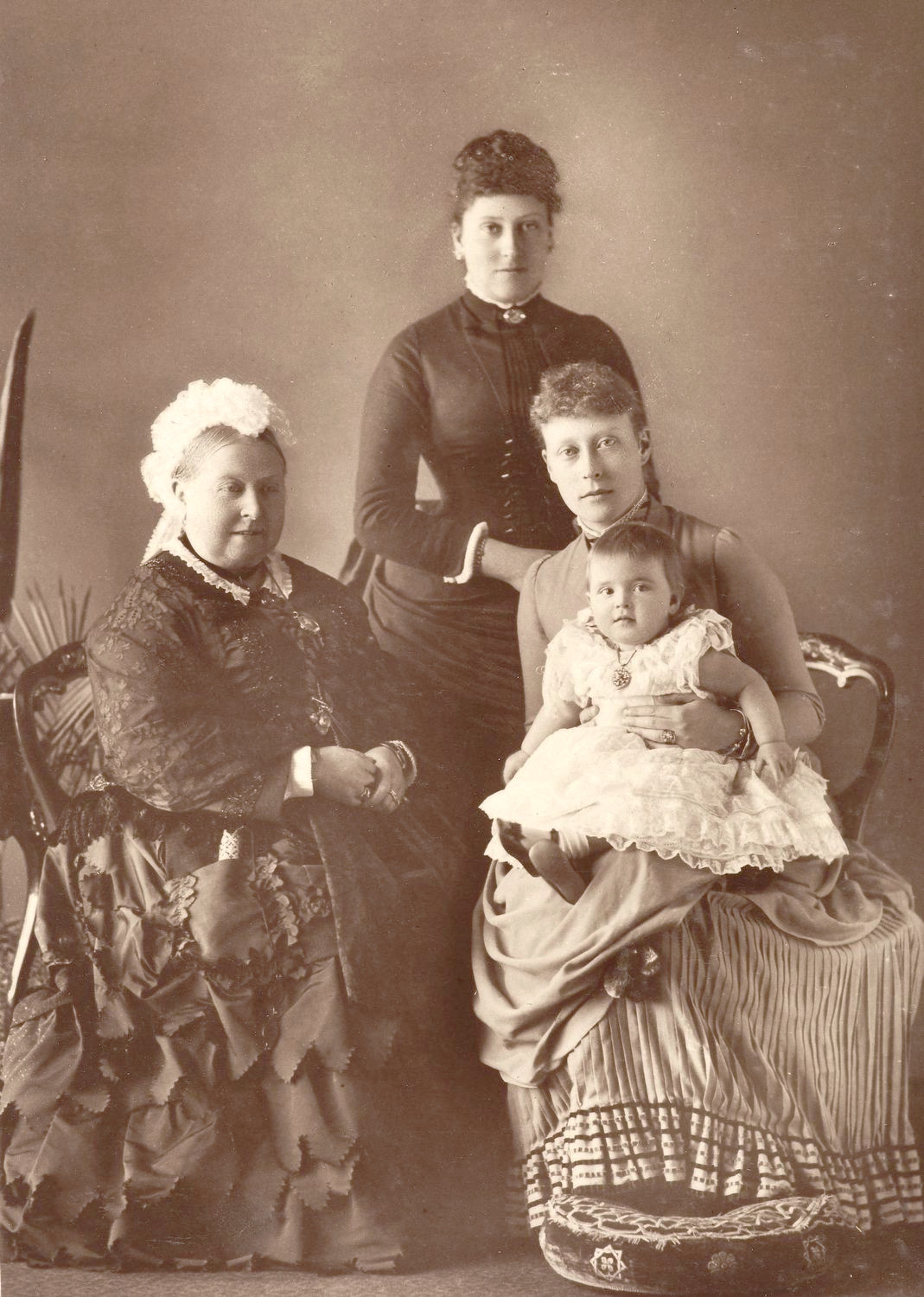
Quatre générations royales en 1886 : Alice (bébé), sa mère Victoria (sur les genoux de laquelle elle est assise), sa grand-tante Béatrice (derrière) et son arrière-grand-mère Victoria (à gauche).

La princesse Alice voit le jour le 25 février 1885 dans la « chambre des tapisseries » du château de Windsor, en présence de son arrière-grand-mère, la reine Victoria du Royaume-Uni,,. C'est cependant sur les terres de la maison de Hesse qu'elle est baptisée, à Darmstadt, le 25 avril 1885. Ses parrains et marraines sont ses trois grands-parents survivants (Louis IV de Hesse-Darmstadt, Alexandre de Hesse-Darmstadt et Julia Hauke), deux de ses tantes (Élisabeth Feodorovna de Russie et Marie d'Erbach-Schönberg), ainsi que la reine Victoria.
Alice grandit au sein d'un foyer uni, qui s'élargit progressivement avec les naissances de la princesse Louise (en 1889), du prince George (en 1892) et du prince Louis (en 1900). La petite fille partage son enfance entre la Hesse (où ses parents héritent du château d'Heiligenberg en 1888), la Grande-Bretagne (où les Battenberg sont régulièrement conviés par la reine Victoria) et l'île de Malte (où Louis de Battenberg est fréquemment stationné en tant qu'officier de la marine britannique). Alice effectue en outre plusieurs séjours dans d'autres régions d'Europe, comme le Schleswig-Holstein (chez sa tante la princesse Irène), la côte d'Azur (avec la reine Victoria) et la Russie (chez sa tante la tsarine Alexandra Feodorovna),.
Proche de ses parents, Alice l'est également de sa grand-mère paternelle, Julia Hauke, avec laquelle elle entretient une relation privilégiée. La reine Victoria joue aussi un rôle primordial dans la vie de la petite fille, qui conserve d'elle le souvenir d'une aïeule aimante. Parmi les tantes d'Alice, la grande-duchesse Élisabeth Feodorovna occupe également une place importante, à la fois à cause de l'affection qu'elle lui démontre et de l'image de grande bonté qui ressort d'elle. Parmi ses oncles, Ernest-Louis de Hesse-Darmstadt est celui dont la présence est la plus importante durant son enfance et son adolescence.
Fréquemment en contact avec sa parentèle britannique, Alice participe aux grands événements qui ponctuent la vie de la famille royale. En 1887, elle se rend ainsi au jubilé d'or de la reine Victoria. En 1893, elle est demoiselle d'honneur au mariage du duc d'York (futur George V) et de la princesse Marie de Teck. En 1897, elle est conviée au jubilé de diamant de la reine Victoria. Enfin, en 1901, elle est présente aux funérailles de la vieille souveraine.

#### Entre découverte de la surdité et éducation

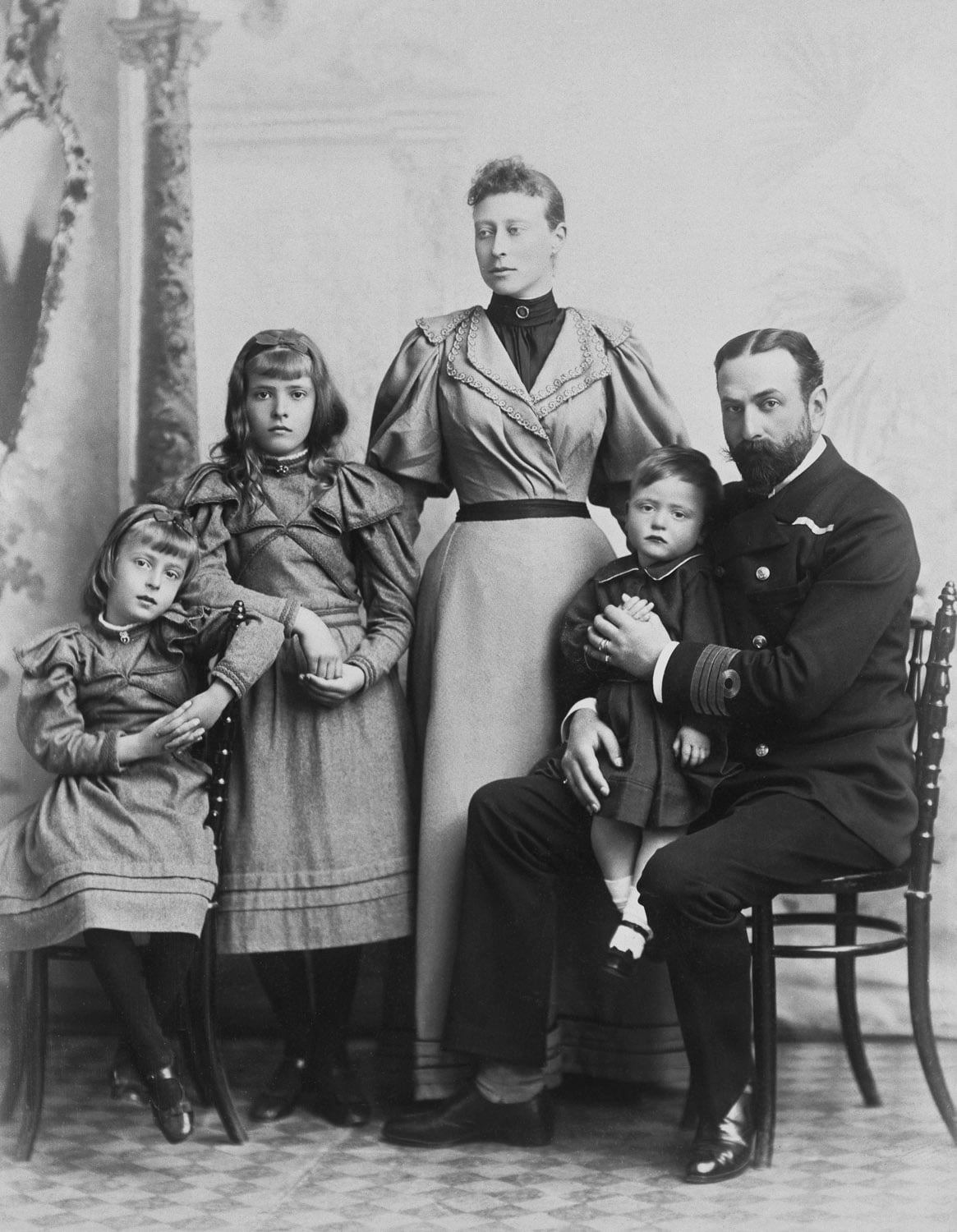
Les Battenberg en 1895. De gauche à droite apparaissent Louise, Alice, Victoria, George et Louis.

Considérée par sa famille comme une enfant particulièrement jolie, Alice démontre, dès son plus jeune âge, un fort caractère. Ainsi, un jour que la reine Victoria lui tape sur la main parce qu'elle refuse de la saluer, Alice frappe son arrière-grand-mère en retour, ce qui met la souveraine dans une colère noire,,.
Victoria de Hesse-Darmstadt remarque, dès 1887, que sa fille met du temps à apprendre à parler et s'inquiète de sa prononciation défaillante. Quelque temps après, Julia Hauke identifie l'origine du problème de sa petite-fille et l'emmène passer des examens auditifs. Les médecins lui diagnostiquent alors une surdité congénitale, causée par l'étroitesse de ses trompes d'Eustache. Malgré son handicap et grâce au soutien de sa mère, qui passe de longues heures à travailler avec elle, Alice parvient cependant à apprendre à lire sur les lèvres et à parler anglais et allemand. Plus tard, elle réussit également à maîtriser le français et le grec moderne. Au fil des années, la surdité d'Alice s'atténue quelque peu mais elle ne parvient jamais à percevoir davantage que des sons épars, comme le bruit d'un coucou ou les pas d'un groupe de soldats dans la cour d'un château.
L'éducation d'Alice est d'abord supervisée par sa mère, qui lui apprend à lire et à écrire en allemand et en anglais. À l'âge de 7 ans, l'enfant est toutefois confiée aux soins d'une tutrice, Miss Robson. À partir de 1898, sa formation est complétée par Fraülein Textor, la directrice d'une finishing school, qui lui fait notamment découvrir le théâtre,. Peu avant son mariage, la princesse s'initie en outre à la littérature anglaise, à l'histoire de la musique et au piano avec différents professeurs privés.

### Princesse de Grèce et de Danemark

#### Fiançailles et mariage

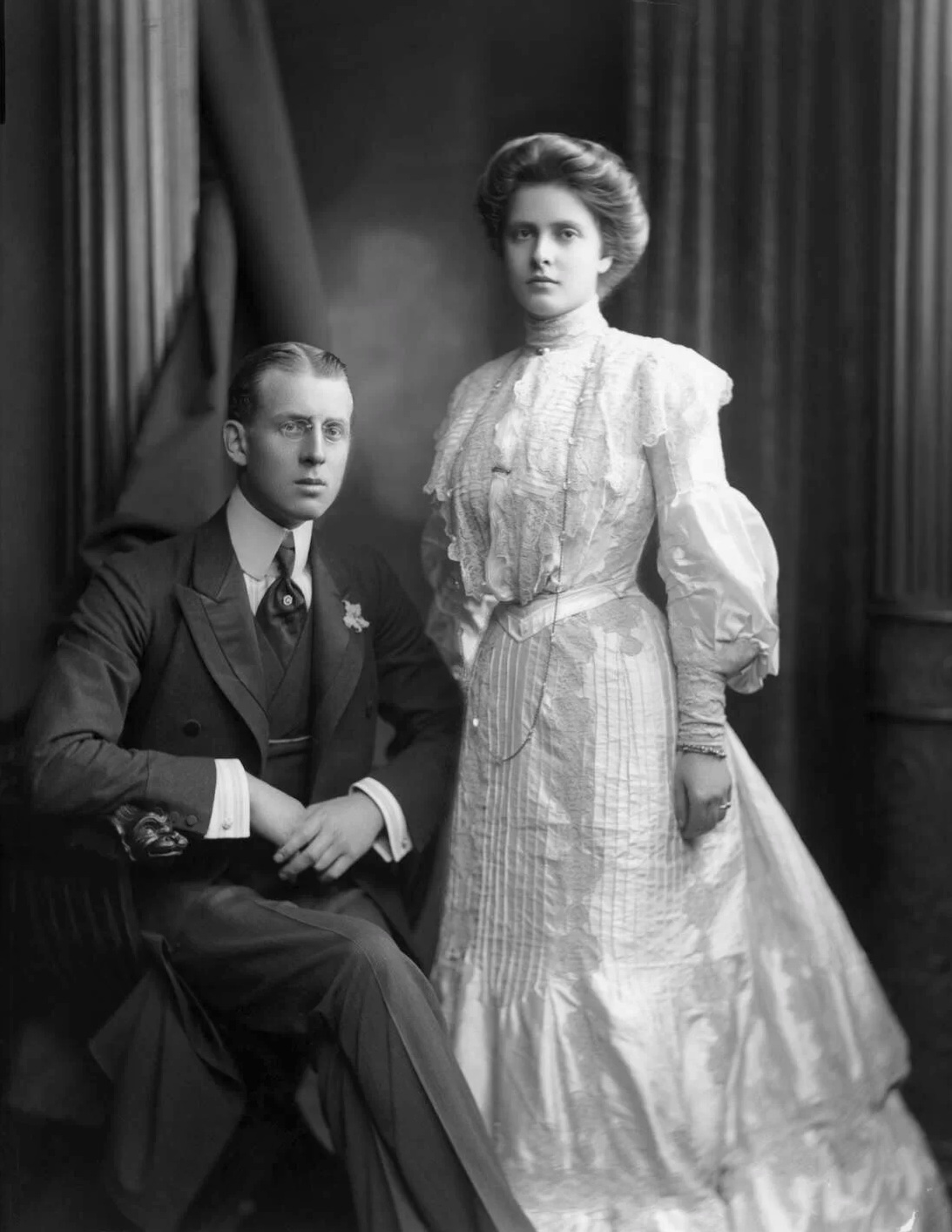
André et Alice en 1903.

En juin 1902, Alice fait la connaissance d'André de Grèce, quatrième fils du roi des Hellènes Georges Ier, lorsqu'elle se rend à Londres avec sa famille pour le couronnement de son grand-oncle, le roi Édouard VII du Royaume-Uni,. Rapidement, les deux jeunes gens se séduisent et une idylle se développe entre eux. Des années plus tard, Alice raconte ainsi à l'un de ses petits-fils, le prince de Galles, que, lors de leur première rencontre, André lui est apparu comme « un véritable dieu grec »,.
La date du couronnement ayant été différée à cause des problèmes de santé du roi, Alice et André retournent dans leurs pays respectifs début juillet. Ils se retrouvent cependant un mois plus tard lorsque le sacre est finalement organisé. En dépit de la réticence des Battenberg, qui jugent leur fille trop jeune pour le mariage, Alice et André profitent de leurs retrouvailles pour se promettre l'un à l'autre.
Contraints de se séparer à nouveau à la mi-août, Alice et André échangent une correspondance nourrie durant dix mois. Le couple se retrouve finalement à Londres en mai 1903 et ses fiançailles sont annoncées officiellement le 10, avec l'approbation d'Édouard VII. À l'époque, Alice a tout juste 18 ans et André en a vingt-et-un. L'annonce de leur engagement n'est donc pas sans causer de surprise, d'autant que ni l'un ni l'autre ne possède une quelconque fortune personnelle. Après un mois passé ensemble, André part le 19 juin à Darmstadt, où le roi des Hellènes l'a autorisé à servir quelque temps dans le 23e régiment de dragons,,. Rentrée en Hesse fin juillet, Alice a le plaisir de retrouver son fiancé à plusieurs occasions avant leur mariage.
Célébrée à Darmstadt début octobre 1903, l'union d'Alice et d'André réunit de nombreuses personnalités du gotha. Parmi les invités, on compte le grand-duc Ernest-Louis de Hesse (qui met à disposition des Battenberg et de leurs convives le Vieux Château et le Vieux Palais), le roi et la reine des Hellènes, le tsar Nicolas II et son épouse la tsarine Alexandra Féodorovna et la reine du Royaume-Uni Alexandra, ce qui fait naître des commentaires envieux en Europe. Le mariage donne lieu à trois cérémonies : la première civile, organisée dans l'intimité le 6 octobre, et les deux autres protestante (à la chapelle du Vieux Château) puis orthodoxe (à la chapelle russe de Mathildenhöhe) le 7 octobre,,,,.

#### Installation en Grèce

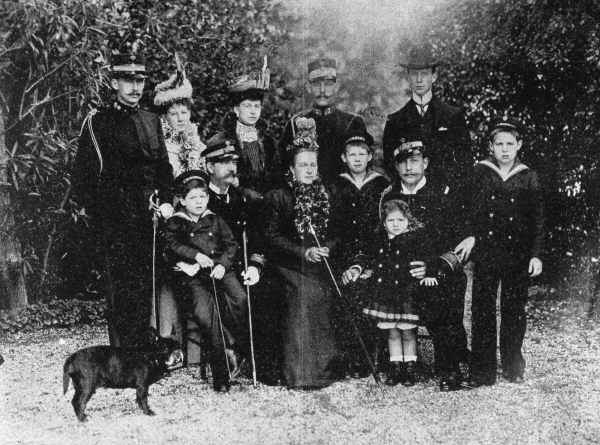
Le roi Georges Ier (roi des Hellènes) et la reine Olga entourés de leurs enfants et petits-enfants (1904).

Après quelques mois passés en Hesse, où André continue à servir dans les dragons, Alice et son époux rejoignent la Grèce début 1904. Arrivé à Athènes le 6 janvier, le couple y reçoit un accueil chaleureux. Rapidement intégrée au sein de sa belle-famille, Alice s'installe avec son mari au palais royal, où résident également le roi et la reine des Hellènes ainsi que le prince Christophe, plus jeune frère d'André. Tandis que son époux vaque à ses occupations militaires, Alice s'implique dans diverses œuvres sociales et notamment dans une école de broderie traditionnelle, fondée pour venir en aide aux jeunes filles issues de milieux défavorisés,.
Heureuse en ménage, Alice ne tarde pas à donner le jour à deux petites filles, les princesses Marguerite (née en 1905) et Théodora (née en 1906),. Les méandres de la vie politique grecque viennent cependant bouleverser le quotidien de la famille. À partir de 1907, la presse hellène critique en effet régulièrement André et ses frères, les accusant de se conduire en parasites. Soumis à des attaques de plus en plus régulières, les princes grecs trouvent alors refuge dans les voyages. Durant l'été 1907, Alice et André se rendent ainsi à Londres pour assister à des festivités organisées par le roi Édouard VII et la reine Alexandra. En mars 1908, Alice part à Malte avec ses filles pour y retrouver ses parents. Puis, d'avril à août 1908, la princesse et son époux séjournent en Russie, en Suède et au Danemark à l'occasion du mariage de la grande-duchesse Marie Pavlovna de Russie, fille d'Alexandra de Grèce, avec le prince Guillaume de Suède. Pendant ce voyage, Alice s'entretient longuement avec sa tante, la grande-duchesse Élisabeth Feodorovna, qui est sur le point de fonder une communauté de nonnes orthodoxes. Après une halte à Constantinople, où le sultan Abdülhamid II refuse de les recevoir, Alice et André rentrent finalement à Athènes.
Peu après son retour en Grèce, le couple voit la situation politique du pays se dégrader du fait du refus du gouvernement d'apporter son soutien aux autorités crétoises, qui viennent pourtant de proclamer l'union de leur île, toujours sous suzeraineté ottomane, au royaume hellène. En mai 1909, un groupe d'officiers insatisfaits forme alors une ligue nationaliste, la Stratiotikos Syndesmos, qui réclame la réorganisation de l'armée. Le 28 août, cette ligue organise un coup d'État, connu sous le nom de « coup de Goudi ». En réponse, le roi Georges Ier nomme Elefthérios Venizélos, homme politique nationaliste d'origine crétoise, à la tête du gouvernement,. Parallèlement, les militaires de la Stratiotikos Syndesmos font pression sur le gouvernement pour que les membres de la famille royale soient démis de leurs fonctions dans l'armée. Afin d'éviter au souverain la honte de devoir renvoyer ses propres fils, André et ses frères démissionnent d'eux-mêmes en septembre,.

#### Exil intérieur

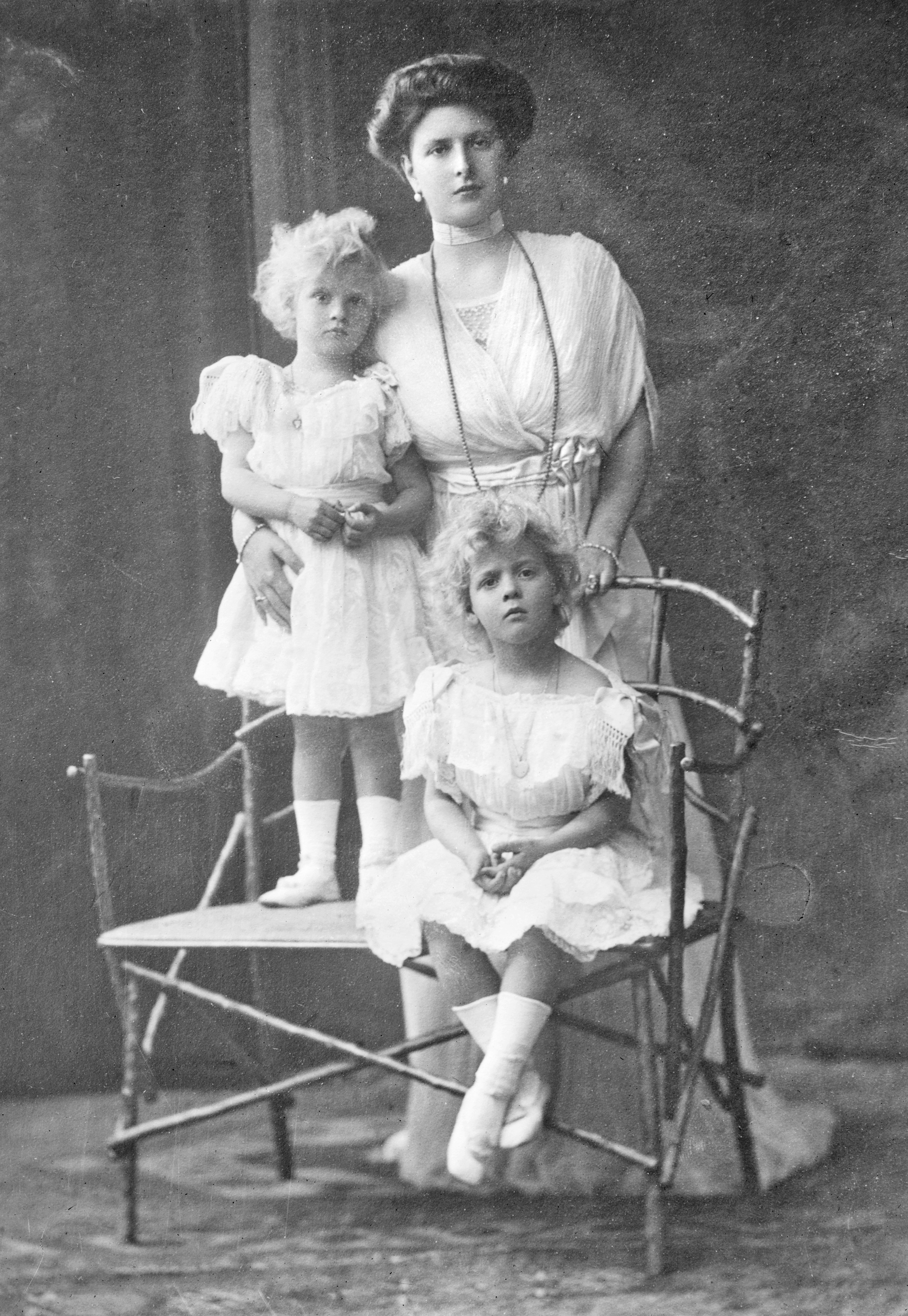
La princesse Alice et ses deux aînées, Théodora et Marguerite.

Totalement désœuvré après son retrait de l'armée, le prince André se retire de la vie publique pour ne pas devoir apparaître en habits civils lors des cérémonies officielles. En dépit de la fuite à l'étranger de son frère aîné, le diadoque Constantin, André se résout à rester en Grèce et annule un séjour à Berlin. À partir de novembre 1909, le prince et son épouse finissent même par accepter de participer, en compagnie d'autres membres de la dynastie, à des réceptions organisées par les légations étrangères.
L'incendie et le pillage du palais royal d'Athènes, le 6 janvier 1910, contraignent toutefois la famille royale à rester éloignée de la capitale. En avril 1910, Alice et ses proches se rendent ainsi à Corfou, où ils reçoivent la visite de la reine Alexandra du Royaume-Uni, sœur de Georges Ier. En mai, Alice, André et leurs deux filles gagnent finalement la Grande-Bretagne, où ils assistent aux funérailles d'Édouard VII aux côtés des Battenberg. Conscient de la précarité de sa situation, le couple envisage alors de s'installer définitivement à l'étranger. Il retourne pourtant à Athènes en août, non sans avoir séjourné auparavant à Paris et à Darmstadt.
Depuis son arrivée au pouvoir, Elefthérios Venizélos tente de convaincre le roi Georges Ier et sa famille de passer plus de temps dans la capitale afin de renouer avec l'opinion publique. Le souverain et ses proches obtempèrent et s'efforcent de participer davantage à la vie sociale de leur pays. Cependant, André et ses frères continuent à refuser de paraître aux cérémonies officielles en habits civils. En avril 1911, le roi et la princesse royale Sophie sont ainsi les deux seuls membres de la dynastie à participer aux commémorations de la guerre d'indépendance. De fait, c'est seulement à l'automne 1911 qu'André et ses frères acceptent de ravaler leur orgueil en paraissant à un bal d'officiers de marine organisé dans la capitale. Les princes grecs continuent, par ailleurs, à effectuer de fréquents séjours à l'étranger. Après la naissance de leur troisième fille, Cécile, en juin 1911, André et Alice partent ainsi plusieurs mois en Allemagne et en Italie.

### D'une guerre à l'autre

#### Infirmière durant les guerres balkaniques

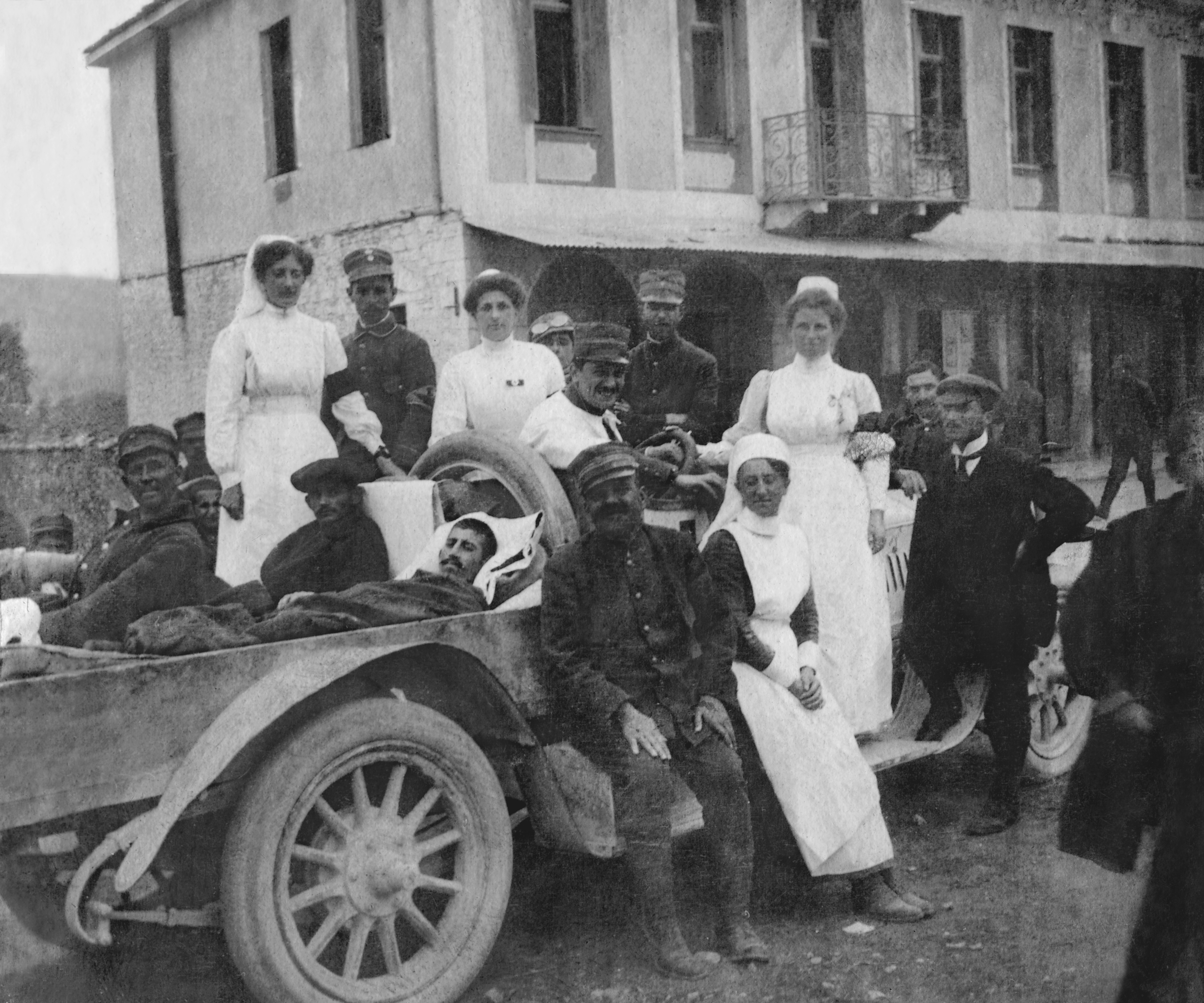
Alice (debout, à droite) entourée de soldats et d'infirmières à Filippiáda (janvier 1913).

Quand éclate la première guerre balkanique, qui oppose la Grèce et ses alliés de la ligue balkanique à l'Empire ottoman, en octobre 1912, le prince André et ses frères sont réintégrés au sein des forces armées. De leur côté, les femmes de la famille royale s'engagent comme infirmières militaires,,. Dans un premier temps, Alice demande à l'école de broderie qu'elle patronne de fabriquer des vêtements pour les soldats mobilisés. La princesse se rend ensuite à Larissa, à Elassóna, à Sérvia et à Kozani, où elle fonde différents hôpitaux de campagne. Le 11 novembre, Alice accompagne, par ailleurs, le roi Georges Ier au moment de son entrée dans Thessalonique, ville tout juste reconquise par les forces hellènes.
Dans les cours européennes comme en Grèce, le travail d'Alice soulève l'admiration et elle reçoit bientôt les remerciements du Premier ministre Elefthérios Venizélos et du gouvernement. Or, cette reconnaissance provoque la jalousie de la princesse royale Sophie, qui considère que sa belle-sœur empiète sur ses prérogatives. Après quelques semaines de mise à l'écart, Alice reprend pourtant son travail médical en Épire, où elle assiste à la prise de Ioannina. Peu de temps après, la guerre se termine, laissant la Grèce considérablement agrandie. Cependant, la fin du conflit est assombrie par l'assassinat de Georges Ier à Thessalonique, le 18 mars 1913,.
Quelques mois plus tard, en juin 1913, la deuxième guerre balkanique éclate, opposant cette fois la Grèce et ses alliés à la Bulgarie. Alice reprend alors son travail d'infirmière, et fonde de nouveaux hôpitaux militaires à Thessalonique et à Athènes. Cette fois encore, le royaume hellène sort vainqueur du conflit, ce qui lui permet d'annexer de nouveaux territoires. Une fois la paix revenue, Alice et André se rendent au Royaume-Uni avec leurs filles. La princesse est alors décorée par son cousin le roi George V de la Croix rouge royale « en reconnaissance pour ses services en direction des malades et des blessés » (novembre 1913).

#### La Première Guerre mondiale et la neutralité impossible

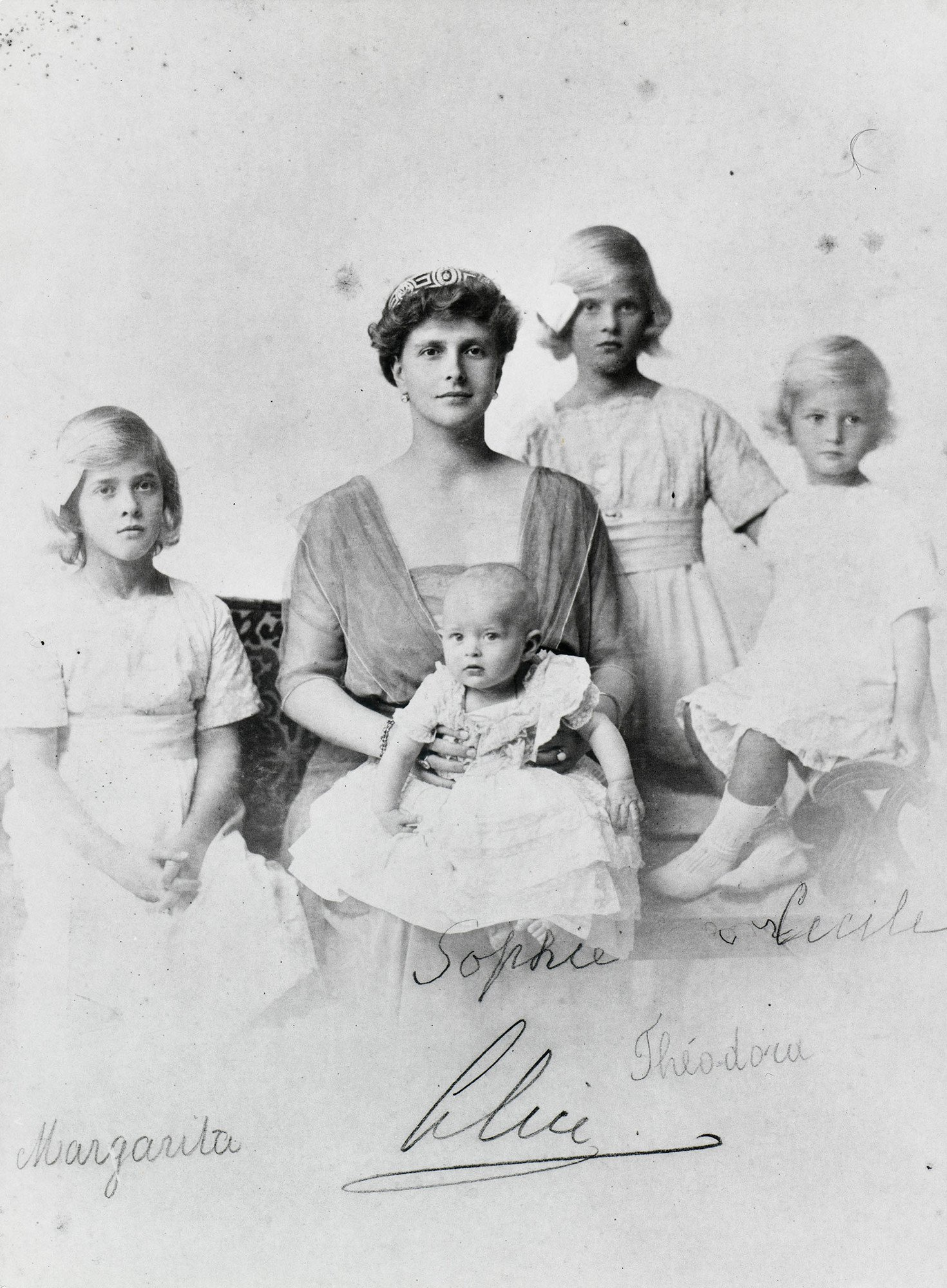
La princesse Alice de Battenberg entourée de ses quatre filles (1914).

Le 26 juin 1914, Alice accouche de sa dernière fille, la princesse Sophie. Contrairement à ses trois aînées, l'enfant voit le jour à Mon Repos,, villa corfiote dont André a hérité après la mort de son père. Deux jours après la naissance, l'archiduc François-Ferdinand d'Autriche et son épouse Sophie Chotek sont assassinés à Sarajevo, ce qui précipite bientôt l'Europe dans la Première Guerre mondiale,. Alors que Constantin Ier, frère aîné d'André, proclame la neutralité du royaume hellène, Alice assiste à la division de sa famille. En dépit de leurs origines hessoises et de la propagande anti-allemande dont ils sont victimes, les Battenberg offrent leur loyauté à la Grande-Bretagne. De la même façon, la tsarine Alexandra Féodorovna et sa sœur la grande-duchesse Élisabeth Féodorovna de Russie se rangent du côté de leur pays d'adoption, et donc de la Triple-Entente. Au contraire, le grand-duc Ernest-Louis de Hesse et sa sœur la princesse Irène de Prusse se placent du côté de l'Empire allemand et des puissances centrales.
D'abord épargnée par la guerre, Alice joue le rôle d'intermédiaire entre ses parents et ses oncles et tantes, qui conservent quelques contacts épistolaires grâce à elle. La princesse envoie par ailleurs un peu d'argent à son amie Nona Kerr, qui a travaillé à ses côtés pendant les guerres balkaniques et qui sert désormais comme infirmière auprès des troupes britanniques, à Rouen. La situation d'Alice et de la famille royale de Grèce se complique cependant à partir de 1915. Cette année-là, Elefthérios Venizélos autorise les forces de l'Entente à débarquer à Thessalonique, contre l'avis du roi. En réaction, Constantin Ier démet son Premier ministre, apparaissant ainsi comme un soutien de l'Allemagne aux yeux de la France et du Royaume-Uni. Soutenu par l'Entente, Elefthérios Venizélos forme ensuite, à Thessalonique, un gouvernement rival de celui du roi : c'est le début du Schisme national, qui divise la Grèce entre 1916 et 1917,.
André ayant été posté en garnison à Thessalonique en septembre 1915, Alice y effectue plusieurs séjours pour retrouver son époux. Elle en profite alors pour tenter de convaincre le comte de Granard, secrétaire militaire du commandant en chef des forces britanniques de la ville, des bonnes intentions du roi des Hellènes, sans grande réussite. Envoyé à Londres et à Paris pour y plaider la cause de la Grèce en juillet-août 1916, André ne rencontre pas davantage de succès. En dehors de ces quelques tentatives d'intervention dans la diplomatie européenne, Alice passe l'essentiel de la guerre à s'occuper de ses filles et à patronner ses œuvres de charité. Elle travaille ainsi dans son école de broderie lorsque le palais royal d'Athènes, où se trouvent alors ses filles, est bombardé par la flotte française, le 1er décembre 1916,. Par la suite, la princesse accompagne sa belle-sœur, la reine Sophie, dans l'organisation de soupes populaires destinées aux enfants affamés de la capitale.
Après la chute du régime tsariste, en février 1917, la Grèce perd le dernier de ses soutiens dans le camp de l'Entente,. Quelques mois plus tard, en juin 1917, Constantin Ier est contraint par les Alliés à abandonner le pouvoir en faveur de son deuxième fils, Alexandre Ier,. La monarchie n'ayant pas été abolie, André et Alice espèrent d'abord pouvoir rester vivre en Grèce, mais ils sont finalement contraints de suivre le reste de la famille royale en exil en Suisse alémanique,,.

#### L'exil suisse et le massacre des Romanov

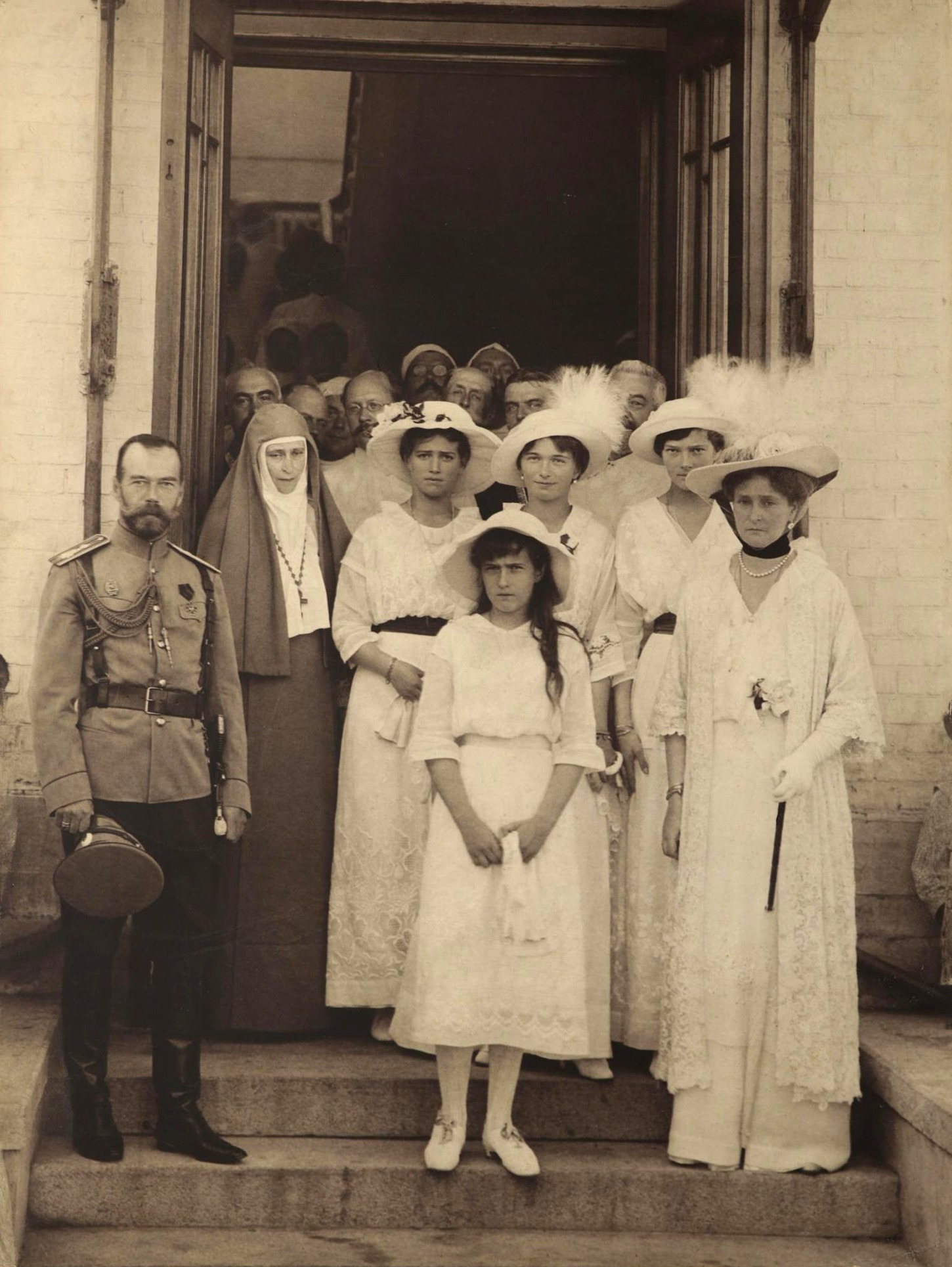
Le tsar Nicolas II, les grandes-duchesses Élisabeth, Maria, Olga, Tatiana et Anastasia et la tsarine Alexandra de Russie (ici, en 1915), tous victimes des bolcheviks.

Peu après l'installation de sa famille à l'Hôtel National de Saint-Moritz, Alice obtient l'autorisation du gouvernement britannique de se rendre au Royaume-Uni pour y retrouver ses parents. Arrivée sur l'île de Wight en septembre 1917, la princesse a le plaisir de constater que son père et sa mère se portent bien, malgré l'humiliation qu'a constitué pour eux l'obligation de renoncer à leurs nom, titres et prédicats allemands le 14 juillet 1917,,. La princesse retrouve ensuite sa sœur Louise à Londres avant de gagner Édimbourg, où son frère George lui présente son épouse, Nadejda de Torby. Alice rend ensuite visite à la reine douairière Alexandra, qui la reçoit chaleureusement à Sandringham. En dépit de son caractère strictement privé, ce voyage de huit semaines est à l'origine de rumeurs qui affolent les milieux vénizélistes, effrayés à l'idée de voir Constantin Ier remonter sur le trône.
En Suisse, Alice et les autres membres de la famille royale de Grèce mènent une existence désœuvrée,. Quand elle ne part pas en excursion à la montagne avec son époux et ses filles, la princesse se consacre à la religion et à l'ésotérisme. Elle lit ainsi Les Grands Initiés d'Édouard Schuré et découvre le spiritisme, l'écriture automatique et la cartomancie avec son beau-frère, le prince Christophe,.
Alice consulte, par ailleurs, avec avidité les nouvelles venues de Russie. Elle s'inquiète en effet du sort de sa nombreuse parentèle Romanov, dont elle est presque sans nouvelle depuis le déclenchement de la Révolution. Après plusieurs mois d'attente, la princesse doit cependant se rendre à l'évidence quand sont annoncés les massacres de la famille impériale et de nombreux autres membres de la dynastie, parmi lesquels la grande-duchesse Élisabeth Féodorovna à Alapaïevsk,. Seule consolation à ces disparitions, la reine douairière des Hellènes Olga Constantinovna de Russie parvient à quitter sa terre natale saine et sauve,.
Une autre source d'inquiétude majeure pour Alice est le sort de sa parentèle allemande. Pendant l'hiver 1918-1919, une vague de révolutions renverse en effet le Kaiser Guillaume II et les autres souverains du Reich. Quelques mois plus tard, Alice organise des retrouvailles entre les Mountbatten, le prince François-Joseph de Battenberg et le grand-duc Ernest-Louis de Hesse, en Suisse. En dépit de la gêne qui l'accompagne, l'événement scelle la réconciliation des différentes branches de la famille de Hesse-Darmstadt.

#### La guerre gréco-turque et le procès du prince André
Le 2 octobre 1920, Alexandre Ier de Grèce est mordu par un singe domestique à Tatoï. Mal soigné, le roi des Hellènes développe une septicémie, qui l'emporte le 25 octobre sans qu'aucun membre de sa famille n'ait été autorisé à se rendre à son chevet,. La mort du jeune souverain provoque une violente crise institutionnelle en Grèce. Déjà englué dans la guerre qu'il a initiée contre la Turquie, Elefthérios Venizélos perd les élections législatives de novembre 1920. Vaincu, l'homme politique crétois choisit de partir en exil tandis qu'un référendum aboutit à la restauration de Constantin Ier,. De retour en Grèce, André, Alice et leurs filles reviennent vivre à Mon Repos, où la princesse ne tarde pas à découvrir qu'elle est à nouveau enceinte,.

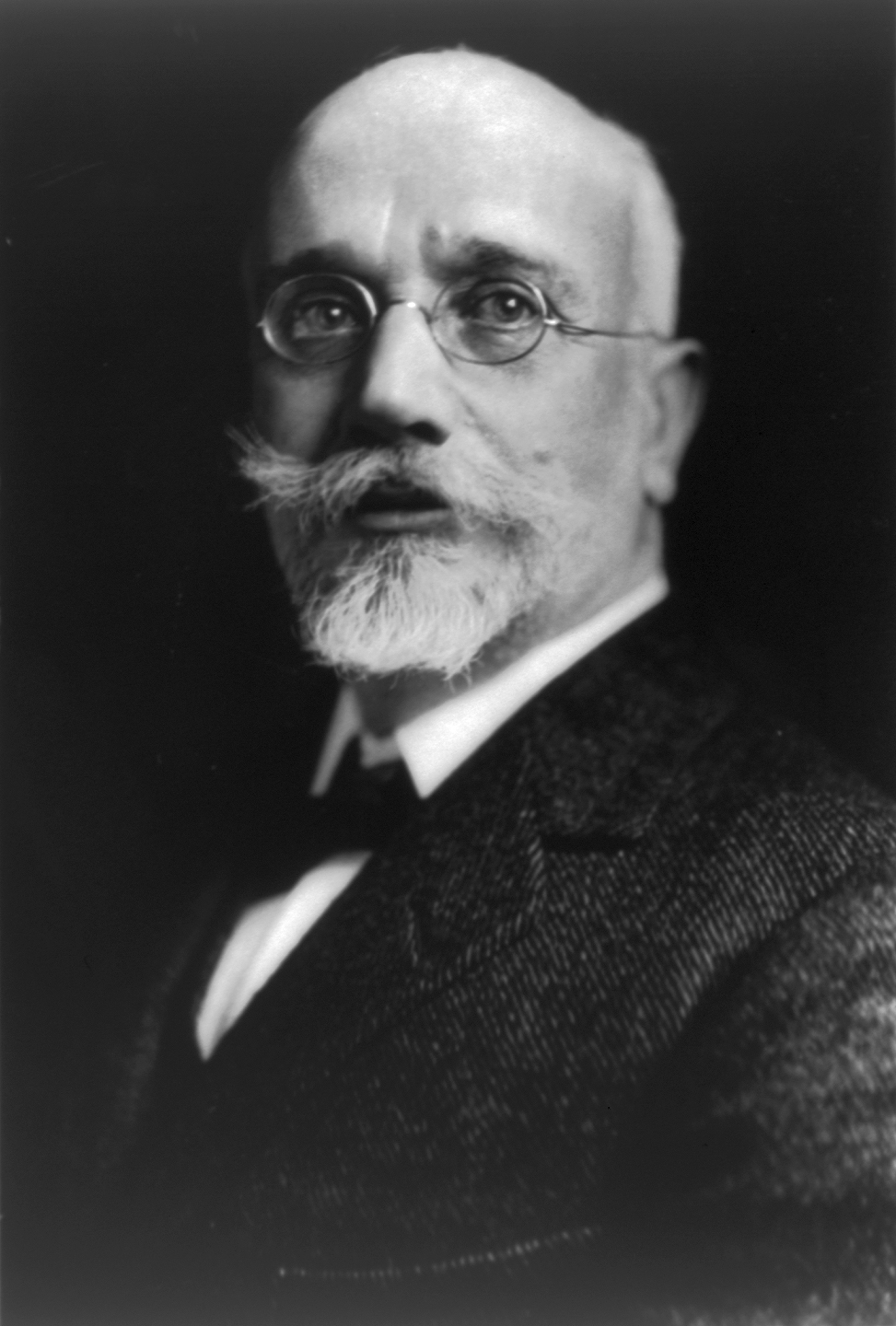
Elefthérios Venizélos (1919), ennemi de la famille royale.

Émue par le sort d'Aspasía Mános, veuve enceinte d'Alexandre Ier, Alice passe les fêtes de fin d'année auprès d'elle. La princesse tient ensuite compagnie à Aspasia jusqu'à la naissance de la fille posthume de l'infortuné roi, le 25 mars 1921. Entre-temps, Alice et André assistent aux épousailles de leur nièce, la princesse Hélène de Grèce, avec le prince Carol de Roumanie, le 10 mars. Dans les mois qui suivent, le conflit entre la Grèce et la Turquie s'aggrave en Anatolie et André s'engage au sein des forces hellènes. C'est donc seule qu'Alice accouche du prince Philippe à Mon Repos le 10 juin 1921,. Trois mois plus tard, Alice apprend la mort de son père, à l'âge de 67 ans. La jeune femme gagne alors le Royaume-Uni pour y retrouver sa famille,.
De retour en Grèce, Alice est accueillie par André, qui vient de quitter l'Asie mineure après une confrontation avec le général Papoúlas, commandant-en-chef des forces hellènes,. Après quelques semaines de permission, le prince est envoyé à Ioannina, où il prend la tête du Ve corps d'armée,. En mars-avril 1922, Alice reçoit la visite de sa mère et de sa sœur Louise à Corfou. Deux mois plus tard, Alice retourne au Royaume-Uni pour assister avec ses enfants au mariage de son frère Louis avec la richissime Edwina Ashley. C'est l'occasion d'un séjour qui se poursuit jusqu'en septembre 1922. À son retour en Grèce, la princesse retrouve son pays dans une situation désastreuse,. Jugé responsable de la défaite face à la Turquie, Constantin Ier est contraint d'abdiquer après le soulèvement d'une partie de l'armée, conduite par les colonels Plastíras et Gonatás. Proclamé roi à la suite de son père, le jeune Georges II se retrouve sous le joug des révolutionnaires, qui organisent une chasse aux responsables de la défaite militaire.
Fin octobre 1922, André est arrêté dans le cadre du « procès des Six », qui aboutit à l'exécution de six personnalités politiques et militaires impliquées dans la direction de la guerre gréco-turque. Accusé de désertion face à l'ennemi, le prince est finalement condamné à mort le 3 décembre 1922. Grâce à l'intervention des chancelleries étrangères, et notamment du gouvernement britannique, sa peine est cependant commuée en bannissement perpétuel,,. La libération du prince obtenue, Alice et les siens fuient la Grèce à bord du HMS Calypso,, emportant avec eux, dans une caisse d'oranges transformée en couffin, le futur duc d'Édimbourg, alors âgé de dix-huit mois,.

### Entre exil et crise mystique

#### Une situation incertaine
| Nancy Stewart (épouse de Christophe de Grèce), Marie Bonaparte (épouse de Georges de Grèce) et Edwina Ashley (épouse de Louis Mountbatten) : les trois bienfaitrices de la princesse Alice, représentées par Philip de Laszlo. |  | Nancy Stewart (épouse de Christophe de Grèce), Marie Bonaparte (épouse de Georges de Grèce) et Edwina Ashley (épouse de Louis Mountbatten) : les trois bienfaitrices de la princesse Alice, représentées par Philip de Laszlo. |  | Nancy Stewart (épouse de Christophe de Grèce), Marie Bonaparte (épouse de Georges de Grèce) et Edwina Ashley (épouse de Louis Mountbatten) : les trois bienfaitrices de la princesse Alice, représentées par Philip de Laszlo. |
| Nancy Stewart (épouse de Christophe de Grèce), Marie Bonaparte (épouse de Georges de Grèce) et Edwina Ashley (épouse de Louis Mountbatten) : les trois bienfaitrices de la princesse Alice, représentées par Philip de Laszlo. |  | |  | |

Désormais apatrides et largement désargentés, Alice, André et leurs enfants gagnent l'Italie le 6 décembre 1922. Ils passent ensuite en France et arrivent à Paris le 8 décembre,,. Le petit groupe tarde ensuite plusieurs jours à obtenir la permission d'entrer au Royaume-Uni. Le roi George V et son gouvernement, qui avaient promis l'asile à la famille d'Alice, s'inquiètent en effet des conséquences que pourrait avoir son séjour sur l'opinion publique anglaise,. Le 17 décembre, les exilés parviennent toutefois en Grande-Bretagne. Deux jours plus tard, André se rend à Buckingham pour y remercier son cousin d'être intervenu en sa faveur, à Athènes. Après quelques semaines, Alice et ses proches retournent finalement en France et s'installent à Saint-Cloud, où leur belle-sœur, la princesse Marie Bonaparte, leur procure une maison contiguë à la sienne, au no 5 de la rue du Mont-Valérien.
En janvier 1923, Alice et André entreprennent un voyage aux États-Unis sur l'invitation du prince Christophe et de son épouse américaine, Nancy Stewart,,. Ayant appris la mort de Constantin Ier durant la traversée de l'Atlantique, les deux couples princiers participent à de nombreux offices religieux en faveur du monarque déchu, dont certains les mènent jusqu'au Québec. Les voyageurs se dirigent ensuite vers Washington et Palm Beach. Puis, les deux couples se séparent et Alice et son époux reviennent, seuls, à Saint-Cloud, le 20 mars 1923,.
Pendant ce temps, la situation politique continue à se dégrader en Grèce et Georges II est invité à quitter son pays le 19 décembre 1923. Quelques mois plus tard, le 25 mars 1924, la République est proclamée à Athènes, ce qui éloigne davantage toute perspective de retour de l'ancienne dynastie dans son pays. L'époux d'Alice continuant à attirer les foudres du général Pángalos, il décide de louer Mon Repos à son beau-frère, Louis Mountbatten, afin d'assurer à la villa une sorte de protection de la part du gouvernement britannique,. Bien qu'ils ne soient pas entièrement démunis,, Alice et les siens vivent surtout, durant leur exil, grâce à la générosité de leurs riches belles-sœurs : d'abord Nancy Stewart, puis Marie Bonaparte,, et Edwina Ashley,. Cela n'empêche cependant pas la famille d'être fréquemment ennuyée pour des factures impayées,.

#### Projets politiques et familiaux

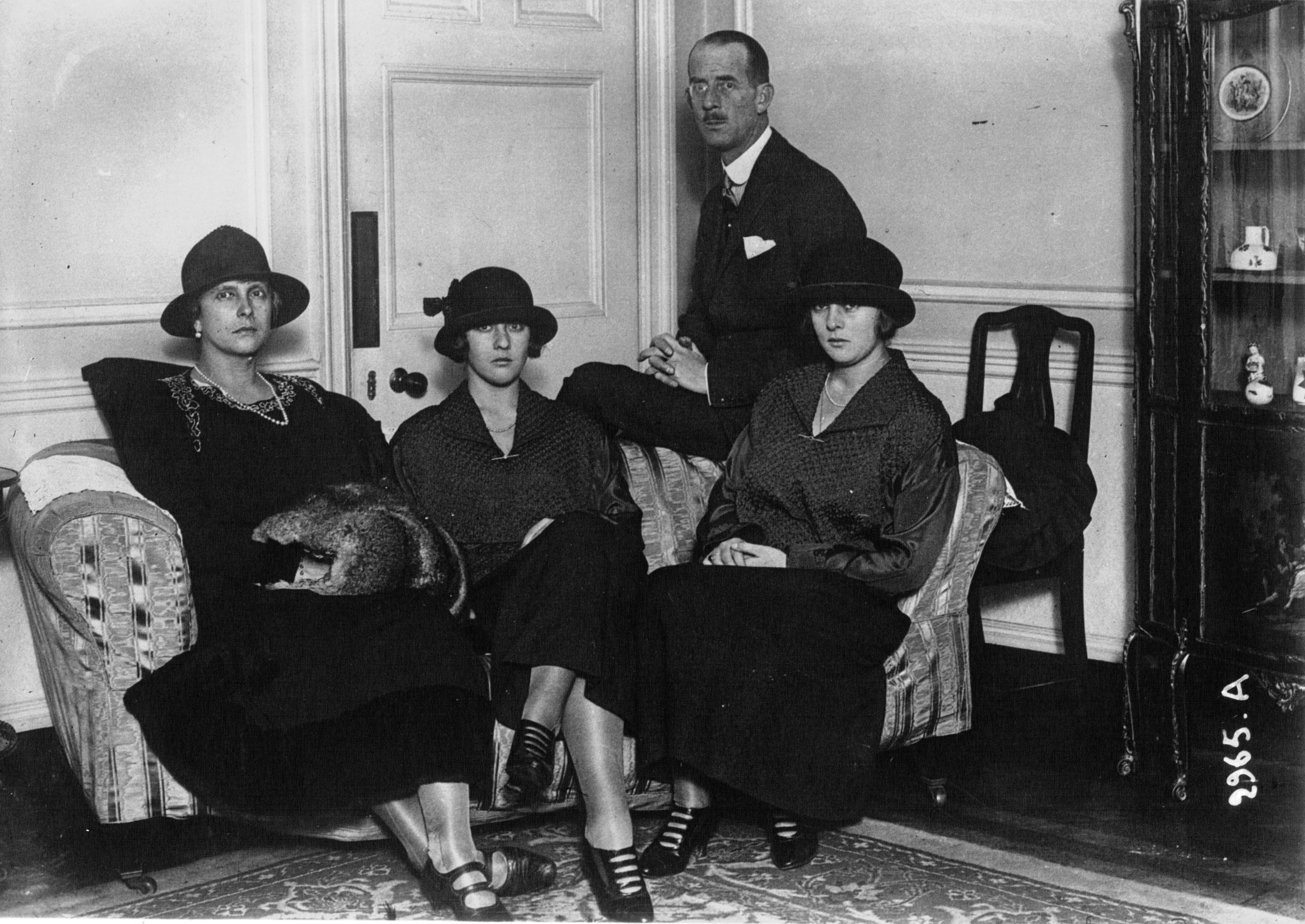
Alice, Théodora, André et Marguerite de Grèce, en 1922.

Durant sept ans, Alice et sa famille mènent, à Saint-Cloud, une vie relativement simple et oisive. La princesse passe ainsi beaucoup de temps avec ses enfants, et notamment avec les trois plus jeunes, Sophie, Cécile et Philippe. Désireuse de se rendre utile malgré l'exil, Alice reprend aussi ses activités caritatives en ouvrant, dans le faubourg Saint-Honoré, une boutique où sont vendus broderies traditionnelles, tapis, médaillons et autres articles issus de l'artisanat grec au profit des réfugiés d'Asie mineure,.
Appelant de ses vœux la restauration, la princesse suit, par ailleurs, de près la vie politique grecque, notamment lors des élections législatives grecques de 1926, durant lesquelles les monarchistes obtiennent des résultats encourageants. En 1927, l'intérêt de la princesse pour la politique l'amène à concevoir d'étranges projets, surnommés par son frère Louis Mountbatten « les complots royalistes d'Alice ».
Après une rencontre avec le diplomate américain Norman Davis, la princesse se met ainsi en tête de faire élire le prince André président de la République hellénique pour une période de quatre ans, après quoi un référendum institutionnel serait organisé en Grèce. Dans l'esprit d'Alice, l'élection de son époux serait validée par l'ensemble de la classe politique hellène, grâce à l'obtention d'un important prêt financier concédé au pays par la communauté internationale. Afin de mener à bien son projet, Alice se lance à la recherche de soutiens politiques et financiers, ce qui la conduit à rencontrer différentes personnalités de premier rang, parmi lesquelles le secrétaire général de la Société des Nations Eric Drummond, le roi George V du Royaume-Uni et l'ambassadeur britannique à Paris Robert Crewe-Milnes. Cependant, le projet de la princesse ne rencontre aucun véritable soutien et la république reste en place à Athènes jusqu'en 1935,.
Avec l'aide de Virginie Simopoulos, sa dame de compagnie, Alice se lance, en 1928-1929, dans la traduction, en anglais, des mémoires de guerre d'André, qui sont publiés en 1930 sous le titre Towards Disaster. Sur un tout autre plan, Alice s'emploie à trouver des époux convenables pour ses deux aînées, qui sont désormais en âge de se marier. Après avoir échoué à unir l'une d'elles à William B. Leeds Jr., le richissime fils de sa belle-sœur Nancy Stewart, au tout début des années 1920, la princesse envoie Marguerite et Théodora en Grande-Bretagne afin de les introduire dans la bonne société. Cependant, la relative pauvreté des deux jeunes filles et leur situation d'exilées ne font pas d'elles des partis très intéressants et elles restent célibataires jusqu'en 1931.

#### Crise conjugale et crise mystique

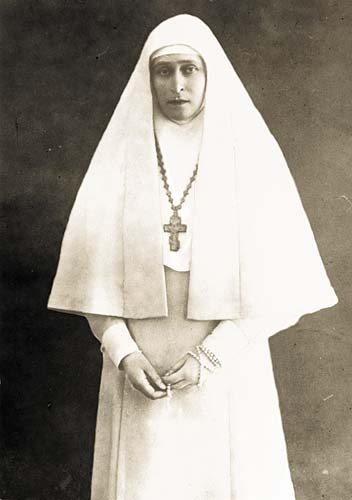
La grande-duchesse Élisabeth Féodorovna de Russie, modèle de sainteté pour Alice.

Durant de nombreuses années, le couple formé par Alice et André semble uni par d'étroits sentiments,. Cependant, en 1925, la princesse tombe amoureuse d'un autre homme, sans pour autant en arriver à tromper son époux. De son côté, André noue, vers 1930, une relation extraconjugale avec une actrice française se faisant appeler « comtesse Andrée de La Bigne »,,. Bouleversée par la crise que traverse son mariage et désireuse d'imiter l'exemple de sainteté de sa tante la grande-duchesse Élisabeth Féodorovna, Alice se réfugie dans la religion et l'ésotérisme,. Toujours passionnée par l'œuvre d'Édouard Schuré, elle étudie aussi la pensée du philosophe balte Hermann von Keyserling, qu'elle a découverte grâce à son oncle le grand-duc Ernest-Louis de Hesse,.
Deux semaines après avoir fêté ses noces d'argent, Alice se convertit à la foi orthodoxe le 20 octobre 1928,. À partir de mai 1929, l'intérêt de la princesse pour la religion devient toutefois préoccupant. Convaincue d'être dotée de pouvoirs thaumaturgiques, elle se dit aussi en contact avec des esprits, qui lui envoient des messages à propos de fiancés potentiels pour ses filles. Tandis que son état de santé se dégrade, elle en vient à penser qu'elle est devenue la fiancée du Christ et qu'elle a été choisie pour délivrer un grand message à l'humanité,,. Désemparés par la situation, André et ses enfants font appel à la marquise de Milford Haven, qui se rend à Saint-Cloud en janvier pour veiller sur sa fille.
Peu de temps après, Marie Bonaparte, qui est devenue la disciple de Sigmund Freud, conseille à ses proches d'envoyer Alice se faire soigner en Allemagne, dans la clinique du Dr Ernst Simmel. Diagnostiquée schizophrène, la princesse se voit alors imposer un traitement au rayon X dans le but d'accélérer sa ménopause et d'annihiler ainsi ses pulsions sexuelles. Cependant, après huit semaines de traitement et malgré l'avis du Dr Simmel, Alice quitte Berlin pour retrouver sa famille. De retour à Saint-Cloud le 7 avril 1930, la princesse recommence bientôt à parler de sa relation avec Jésus, poussant André et sa belle-mère à prendre la décision de la faire interner. Sa famille profite alors d'un voyage à Darmstadt à l'occasion des fiançailles de Cécile de Grèce avec Georges-Donatus de Hesse-Darmstadt pour envoyer Alice en Suisse, où elle est hospitalisée de force dans la clinique du Dr Ludwig Binswanger, à Kreuzlingen, le 2 mai 1930,.
Elle y reste de longs mois et n'en sort qu'en septembre 1932, non sans avoir reçu de nombreuses visites de sa famille, mais seulement une d'André. Entre-temps, chacune de ses filles s'est mariée avec un prince allemand et son époux est parti vivre dans le sud de la France avec sa maîtresse, après avoir confié Philippe à la garde des Mountbatten,.

### Un progressif retour à la normale

#### Errance et réconciliation

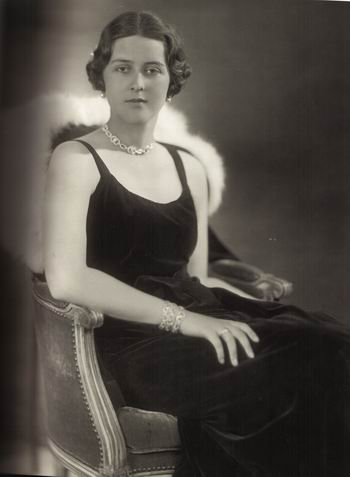
Cécile de Grèce en 1931.

Alice étant malheureuse à Kreuzlingen, la marquise de Milford Haven accepte de la faire transférer dans une autre clinique,. Sur les conseils de la reine d'Italie, la princesse grecque est ainsi envoyée au sanatorium Martinnsbrünn de Mérano, le 23 septembre 1932. Dans ce nouvel environnement, Alice voit son état de santé s'améliorer rapidement. Convaincue d'avoir été trahie par ses proches, elle prend néanmoins la décision de ne pas revenir vivre auprès de sa famille et rompt tout lien avec les siens, excepté sa mère.
En janvier 1933, la princesse quitte la clinique et s'installe à Nervi, près de Gênes. C'est le début d'une longue période d'itinérance qui la conduit à Turin, Bâle, Mayence, Bad Kreuznach et dans la région de Cologne, où elle reste durant plus de quatre ans. En novembre 1936, la princesse s'installe auprès de la famille de Reinhold Markwitz, un ancien avocat et membre du parti social-démocrate avec lequel elle se lie d'amitié. Pour Alice, cette rencontre se révèle extrêmement positive et elle la conduit à renouer progressivement avec ses proches.
Début 1937, la princesse retrouve Cécile et Philippe pour la première fois à l'occasion d'un déjeuner à Bonn. Plusieurs mois plus tard, en juin, Alice accepte une invitation de Théodora au château de Kirchberg. En juillet, Alice se rend au château de Salem, où elle retrouve Marguerite et Cécile. De là, elle gagne Berlin, où elle renoue avec Sophie. Le comportement d'Alice est désormais si « classique » que ses filles la jugent totalement guérie. Sa mère, la marquise de Milford Haven, juge malgré tout plus prudent de continuer à la surveiller discrètement afin d'empêcher toute rechute. Après un nouveau séjour chez les Markwitz en septembre 1937, Alice assiste aux funérailles de son oncle, le grand-duc Ernest-Louis de Hesse, à Darmstadt, le 12 octobre. C'est l'occasion pour la princesse de retrouver son frère George et sa sœur Louise.
Un mois plus tard, une tragédie vient frapper Alice. Le 16 novembre 1937, la princesse Cécile, alors enceinte, son époux Georges-Donatus de Hesse-Darmstadt et deux de leurs enfants périssent dans un accident d'avion près d'Ostende. Durant les funérailles qui s'ensuivent, Alice revoit André pour la première fois depuis avril 1931. En dépit des circonstances, leurs retrouvailles se passent bien, mais n'aboutissent pas à la reprise d'une vie commune, malgré le désir d'Alice en ce sens. D'après le témoignage de sa famille, la mort de Cécile termine de guérir Alice, qui n'est plus jamais sujette à des délires mystiques après la perte de sa fille.

#### Retour en Grèce

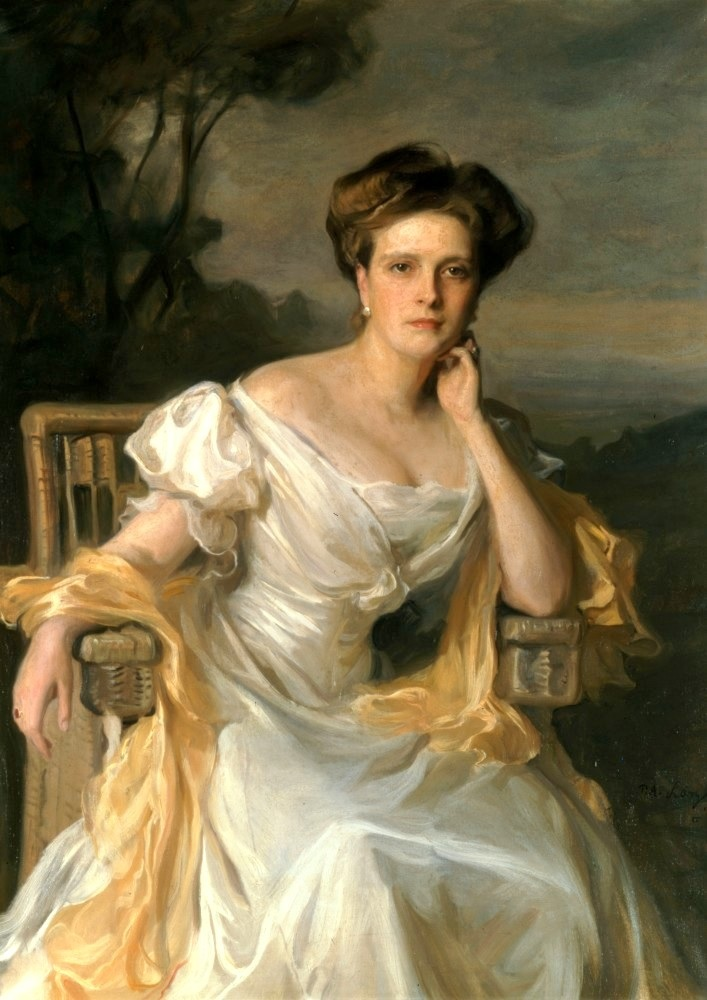
Portrait d'Alice par Philip de László, en 1907. Collection privée du duc d'Édimbourg.

Après un séjour de quelques semaines en Suède auprès de sa sœur Louise, Alice revient vivre en Allemagne. Elle se rend ensuite au Royaume-Uni pour assister à l'anniversaire de sa mère et aux funérailles de son frère George. En 1931, ce dernier avait pris en charge l'éducation de Philippe et l'adolescent passe alors sous la garde de son autre oncle maternel, Louis Mountbatten. À Londres, Alice s'investit quelque temps auprès des nécessiteux et œuvre notamment en direction de la diaspora russe blanche. Cependant, un nouveau projet germe alors dans l'esprit de la princesse. Désireuse d'offrir un foyer à son fils après des années d'exil, elle décide de retourner vivre en Grèce, où elle espère en outre pouvoir se rendre utile auprès des déshérités.
Entre 1924 et 1935, 33 gouvernements, une dictature et 13 coups d'État se sont déroulés en Grèce. Confrontés à l'instabilité permanente, de nombreux citoyens ont perdu confiance dans la République et Georges II a finalement été rappelé sur le trône, peu après le putsch du général Georgios Kondylis, en novembre 1935,,. Cependant, dès l'été 1936, la Grèce est redevenue une dictature entre les mains du Premier ministre Ioánnis Metaxás et Georges II apparaît désormais comme un souverain fantoche,. Il reste que la sentence de bannissement émise contre André en 1922 a été cassée par le nouveau régime, et que rien ne s'oppose donc plus au retour d'Alice dans sa patrie d'adoption,.
Rentrée à Athènes en novembre 1938, Alice s'installe dans un petit appartement situé non loin du musée Benaki, au no 8 de la rue Coumbari,. André ne lui versant aucun argent depuis des années, la princesse vit d'une pension que lui octroie sa belle-sœur, Edwina Ashley. Satisfaite de sa nouvelle situation, la princesse peine malgré tout à se réhabituer aux exigences de la vie de cour. Elle espère en outre voir Philippe la rejoindre pour s'engager dans la marine hellénique, sans succès. Quelques mois plus tard, Alice a la douleur de perdre l'une de ses petites-filles, la princesse Jeanne, seule enfant survivante de Cécile et Georges-Donatus. Elle se rend alors en Allemagne, au Royaume-Uni et en France, avant de rentrer en Grèce au moment du déclenchement de la Seconde Guerre mondiale.

### La Seconde Guerre mondiale et ses conséquences

#### La guerre et l'occupation allemande
Comme en 1914, la guerre divise la parentèle d'Alice. Alors que la Grèce proclame sa neutralité, Philippe suit les pas des Mountbatten et s'engage dans la Royal Navy. De leur côté, les quatre gendres d'Alice s'enrôlent dans l'armée du Troisième Reich. En dépit des événements, la princesse parvient à rester en contact avec ses filles par l'intermédiaire de l'ambassadeur d'Allemagne à Athènes, qui n'est autre que son cousin, le prince Victor d'Erbach-Schönberg. En octobre-novembre 1939, André effectue un dernier séjour en Grèce et Alice le revoit avec plaisir. Quelques mois plus tard, le prince se retrouve coincé en France après l'invasion du pays par les forces de l'Axe. Cela n'empêche pas Alice de se rendre en Suisse durant l'été 1940 afin d'y retrouver ses filles. Cette année est également marquée par les décès successifs du prince Christophe et de la princesse Marie de Grèce, avec lesquels Alice était très proche,,.

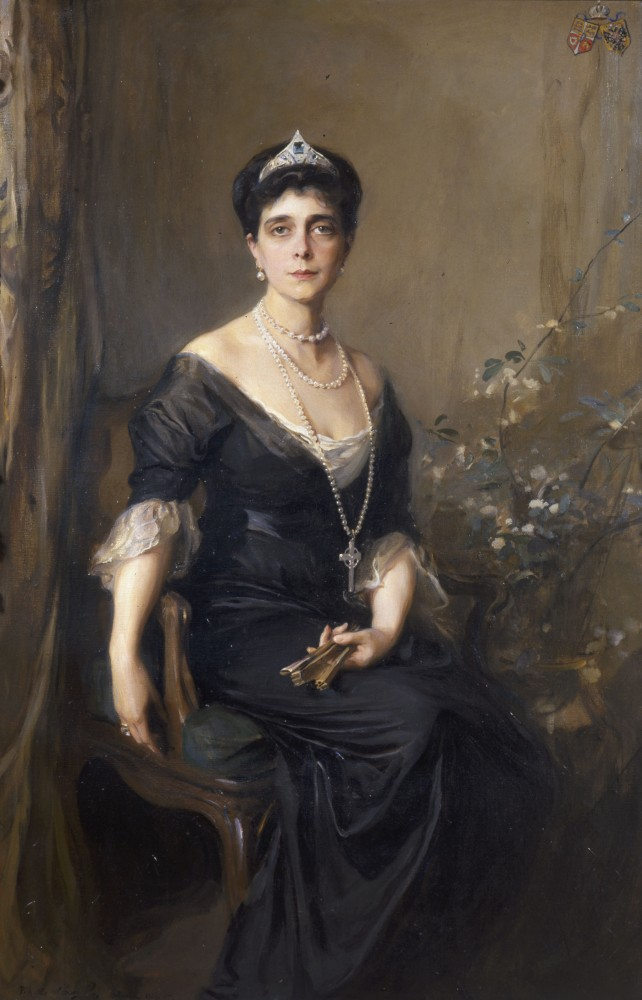
La grande-duchesse Hélène Vladimirovna de Russie par Philip de László (1914).

Le 28 octobre 1940, l'Italie fasciste déclare la guerre au royaume hellène,. Dans un premier temps, la Grèce parvient à repousser les forces de Mussolini loin de ses frontières,. Cependant, l'intervention allemande dans le conflit ne tarde pas à changer la donne. En avril 1941, les forces de l'Axe s'emparent du pays durant la bataille de Grèce,. Alors que le reste de la famille royale trouve refuge en Égypte et en Afrique du Sud,, la princesse Alice et sa belle-sœur la grande-duchesse Hélène Vladimirovna de Russie (veuve du prince Nicolas) font le choix de rester à Athènes en dépit de l'occupation germano-italienne,. Dans ces conditions, les deux femmes se rapprochent et une affection mutuelle se développe, malgré le caractère hautain de la grande-duchesse.
En dépit des événements, Alice continue à percevoir la pension que lui alloue Lady Mountbatten, ce qui ne l'empêche pas de connaître les restrictions économiques et alimentaires. En juillet 1941, Alice quitte son petit appartement et emménage rue de l'Académie, dans la résidence de son beau-frère le prince Georges. Pendant la journée, elle contribue à l'organisation de soupes populaires pour les Athéniens affamés. Elle organise également un service d'infirmerie dans plusieurs quartiers de la capitale et prend sous son aile de nombreux orphelins. La princesse s'implique d'ailleurs tellement dans son travail qu'elle perd 26 kilos durant le premier hiver de l'occupation,.
En mai 1942, Alice obtient un visa des autorités allemandes sous le prétexte de rendre visite à sa sœur Louise, en Suède. Le but de son voyage, qui se prolonge jusqu'en septembre, est en réalité de ramener du matériel médical en Grèce. C'est aussi l'occasion, pour la princesse, de retrouver ses filles lors de ses escales à Berlin. Il ne faut toutefois pas voir dans ce séjour une quelconque accointance entre Alice et le Troisième Reich. Au contraire, lorsqu'un général allemand est venu lui rendre visite au début de l'occupation afin de lui demander ce qu'il pouvait faire pour elle, la princesse lui a répondu fermement : « Vous pouvez retirer vos troupes de mon pays ! ». De fait, Alice n'est nullement antisémite et elle se montre choquée par les persécutions dont sont victimes les Juifs grecs. À partir d'octobre 1943, elle cache ainsi dans sa résidence la veuve et les enfants du député Haimaki Cohen, un Juif de Thessalonique autrefois lié au roi Georges Ier,.
En janvier 1944, Alice retourne en Allemagne pour s'occuper de Sophie, qui vient de perdre son époux, Christophe de Hesse-Cassel, et qui est alors sur le point d'accoucher d'une petite fille. Très inquiète pour sa benjamine (dont le beau-frère et la belle-sœur viennent d'être arrêtés sur l'ordre d'Hitler), la princesse grecque reste à Friedrichshof jusqu'en avril 1944, date à laquelle elle regagne finalement Athènes.

#### De la Libération à la guerre civile

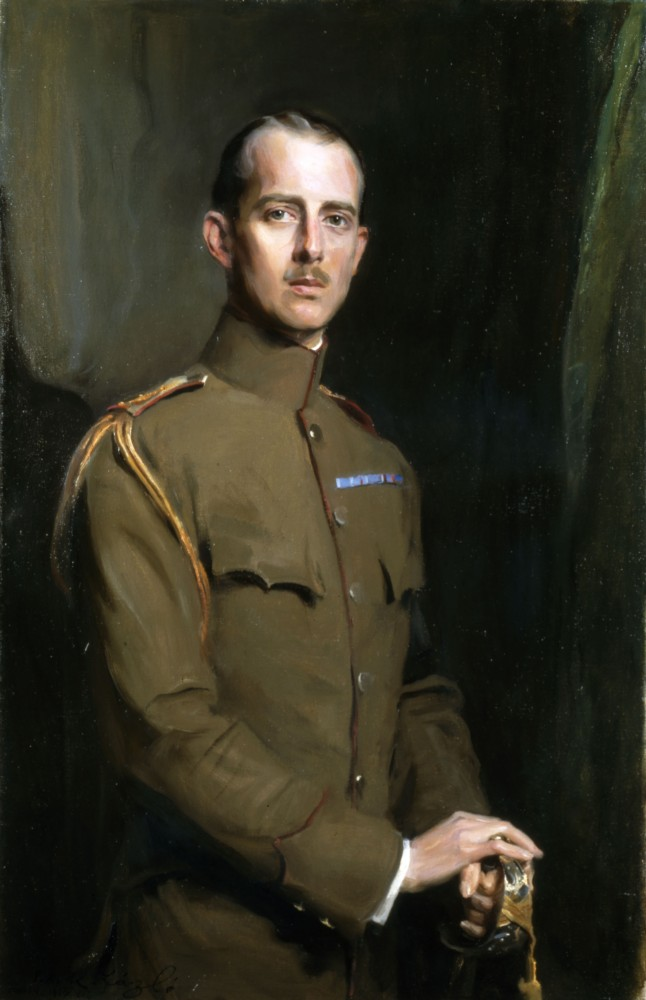
André de Grèce par Philip de László (1913).

Après la libération d'Athènes en octobre 1944, le futur Premier ministre britannique Harold Macmillan rend visite à la princesse Alice, qu'il décrit comme « vivant dans des conditions très humbles, pour ne pas dire sordides ». L'homme politique insiste alors auprès de la princesse pour savoir si elle a besoin de quelque chose et celle-ci finit par reconnaître qu'elle « dispose de suffisamment de pain » mais ne possède absolument aucune réserve, « ni sucre, thé, café, riz ou nourriture en conserve »,. Lorsque l'homme politique fait parvenir des vivres à la princesse, ses domestiques éclatent en sanglots, car la maisonnée était affamée et n'avait plus consommé de viande depuis de nombreux mois.
Malgré le départ des Allemands, le roi Georges II et sa famille ne sont pas autorisés à rentrer en Grèce. Durant la période d'occupation, le parti communiste s'est considérablement développé dans le pays et nombreux sont ceux qui voudraient proclamer la république. En décembre 1944, de violents combats opposent la résistance communiste aux forces britanniques du général Scobie,. Dans les mêmes moments, la princesse est informée de la mort, à Monaco, du prince André, avec lequel elle n'avait plus aucun contact depuis leur dernière rencontre, en novembre 1939,. Peu de temps après, les combats qui sévissent dans la capitale obligent la grande-duchesse Hélène Vladimirovna à quitter Psychikó et à s'installer auprès d'Alice, rue de l'Académie.
Au grand déplaisir des Britanniques et malgré les combats, la princesse continue à sortir dans la rue pour mener ses activités charitables,. Lorsque son ami le major Gerald Green la réprimande en disant qu'elle pourrait recevoir une balle perdue, elle répond : « on m'a dit qu'on n'entendait pas le coup qui nous tue et, de toute façon, moi je suis sourde. Alors pourquoi se préoccuper pour cela ? »,. Après de nouvelles négociations, l'archevêque-primat Damaskinos d'Athènes est finalement nommé régent de Grèce le 31 décembre 1944. Dans la foulée, un cabinet républicain est mis en place, avec Nikólaos Plastíras à sa tête,. En dépit de ces événements, la monarchie est restaurée après une nouvelle consultation populaire, en septembre 1946,. C'est le début d'une guerre civile qui dure jusqu'à l'écrasement des communistes, en octobre 1949.

### L'Après-guerre et les années 1950

#### Une vie familiale compliquée

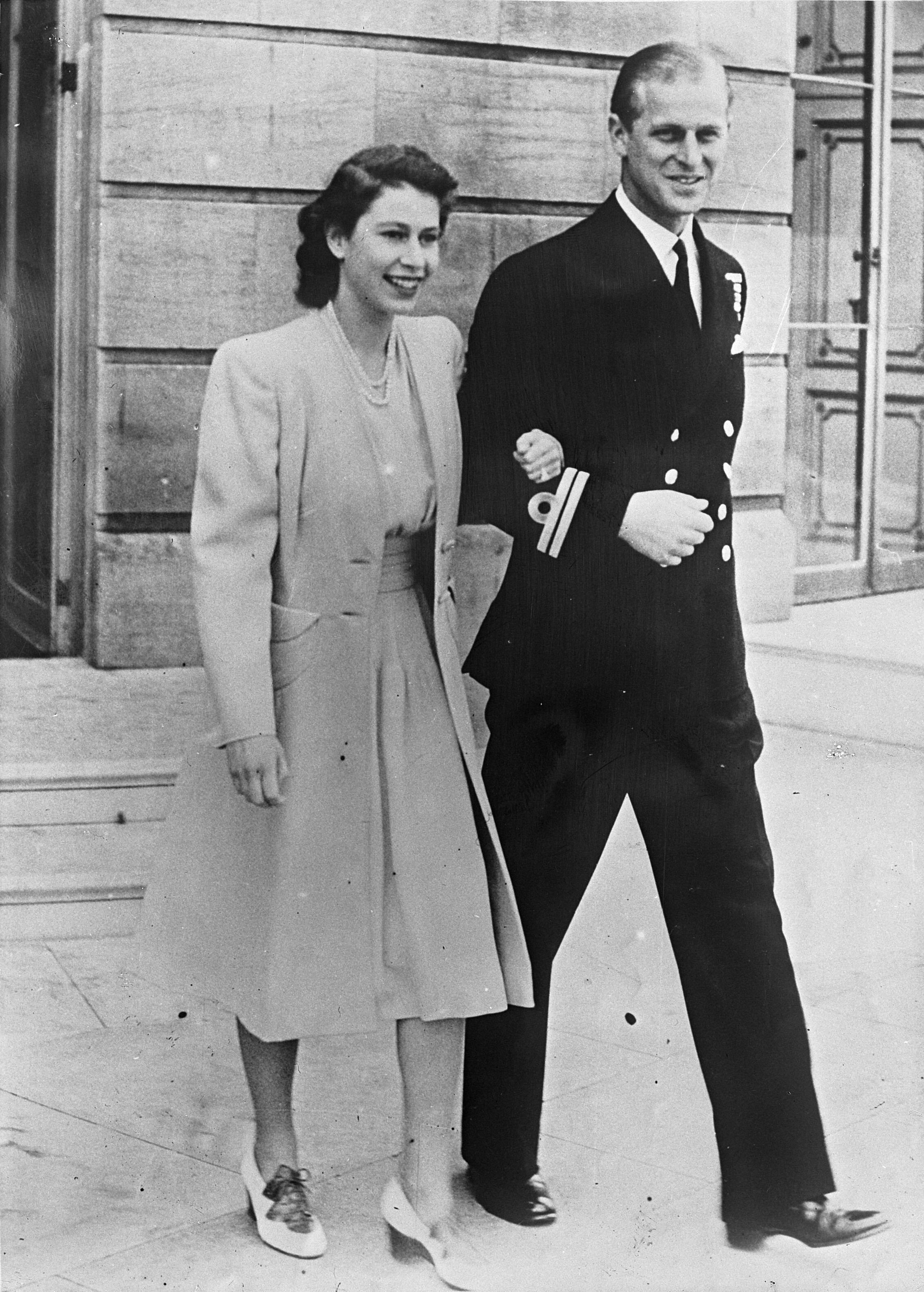
Élisabeth et Philip en juillet 1947.

En février 1945, Alice gagne la Grande-Bretagne pour y retrouver la marquise de Milford Haven et s'occuper de la succession du prince André, qui n'est finalement réglée qu'en 1947. Ce voyage est également l'occasion pour Alice de se pencher sur l'avenir de son fils Philippe, que Lord Mountbatten cherche à unir à la princesse Élisabeth du Royaume-Uni,. Après un bref passage en France, où elle se recueille sur le tombeau de son époux, Alice rentre à Athènes, où elle apprend le dénouement de la Seconde Guerre mondiale. Un an plus tard, le 23 avril 1946, la princesse Sophie de Grèce se remarie au prince Georges-Guillaume de Hanovre, sans qu'Alice ne se rende à Salem pour participer à l'événement. Depuis la fin du conflit, Alice nourrit en effet une forte antipathie pour les Allemands et elle refuse de remettre les pieds dans le pays de ses filles.
Le 28 février 1947, Philippe reçoit la citoyenneté britannique et renonce à ses droits sur la couronne de Grèce. Il adopte alors le nom de « Philip Mountbatten », premier pas avant ses fiançailles officielles avec la fille de George VI, le 9 juillet 1947,,. Le mariage du jeune homme avec la princesse Élisabeth est finalement célébré le 20 novembre 1947. Il est l'occasion d'un grand rassemblement familial, auquel les filles d'Alice ne sont cependant pas conviées à cause du sentiment anti-allemand qui règne dans la Grande-Bretagne d'après-guerre. Entre-temps, en Grèce, le roi Paul Ier a succédé à son frère Georges II, le 1er avril 1947.
Désireuse d'atténuer l'humiliation que ses filles ont dû affronter au moment des noces de leur frère, Alice les convie successivement à Athènes avec leurs enfants en 1948. Depuis la restauration, Alice perçoit une petite pension de l'armée grecque, en tant que veuve de général. Elle continue par ailleurs à toucher une allocation de sa belle-sœur Edwina Ashley et sa sœur Louise Mountbatten lui octroie elle-aussi un peu d'argent chaque mois. Pourtant, la princesse traverse des difficultés financières à cause de sa tendance à donner tout ce qu'elle possède à l'Église ou aux nécessiteux. C'est la raison pour laquelle son fils Philip finit par acheter pour elle un petit appartement situé au no 61 de la rue du patriarche-Joachim, à Athènes.

#### Une vie monastique peu satisfaisante
En mars 1948, Alice quitte la capitale hellénique pour s'installer sur l'île de Tinos, un important site de pèlerinage marial. Quelques mois plus tard, le 17 juillet 1948, la princesse annonce à sa famille qu'elle se « retire du monde » et qu'elle va créer une communauté monastique, la « fraternité chrétienne de Marthe-et-Marie », sur le modèle de celle fondée autrefois par sa tante, la grande-duchesse Élisabeth Féodorovna de Russie,. Dans l'esprit d'Alice, il s'agirait de former des jeunes femmes qui prendraient le voile dans le but de soigner les nécessiteux. Les religieuses ne seraient donc pas recluses, mais elles devraient s'engager à ne pas quitter leur communauté plus de quatre semaines par an.
Désireuse de profiter de l'expérience d'ordres déjà existants, Alice s'entretient, en décembre 1948, avec l'évêque anglican de Gibraltar sur le fonctionnement du diaconat dans l'Église d'Angleterre. En 1949, la princesse se rend en pèlerinage en Terre sainte. À l'église Sainte-Marie-Madeleine du mont des Oliviers, elle retrouve sa cousine la princesse Tatiana Constantinovna de Russie, qui a pris le voile et se fait désormais appeler « mère Tamara ».
En dépit de la bonne volonté d'Alice, sa communauté orthodoxe périclite rapidement. De fait, la princesse manque d'argent pour mener à bien son projet. Surtout, son engagement religieux est bien moins profond que celui de sa tante et elle quitte fréquemment Tinos pour s'acquitter de ses obligations personnelles et familiales. Or, en son absence, ses disciples perdent leur motivation et, dès septembre 1949, la communauté est désertée par ses membres. Dans ces conditions, Alice abandonne les Cyclades et revient s'installer à Athènes. Dans sa famille, l'attitude d'Alice soulève l'incompréhension. Sa propre mère se demande ainsi : « Que dire d'une nonne qui fume et joue à la canasta ? »,.
En dépit de cet échec, Alice poursuit ses projets religieux et fonde une nouvelle communauté monastique au nord d'Athènes. À la demande du patriarche Athénagoras Ier de Constantinople, qui voudrait créer un couvent similaire à celui d'Alice à New York, la princesse se rend par ailleurs aux États-Unis afin d'y rencontrer l'archevêque d'Amérique en mars 1950. Elle y retourne en janvier 1952 dans le but de lever des fonds pour son couvent. Grâce à l'argent collecté, sa communauté connaît un certain essor et elle crée de petits hôpitaux dans plusieurs îles de l'Égée. Cependant, ce développement n'est que transitoire et la communauté est finalement dissoute en 1959,.

#### Une participation discrète à la vie de cour

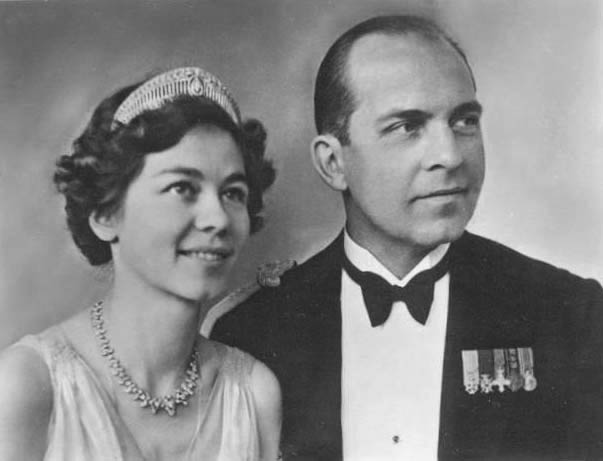
La reine Frederika et le roi Paul Ier (roi des Hellènes) (ici, en 1938).

En septembre 1950, la princesse perd sa mère, la marquise de Milford Haven, avec laquelle elle était restée très proche, malgré la peine causée par sa décision de la faire interner à Kreuzlingen en 1930. Quelques semaines plus tard, la sœur d'Alice, Louise Mountbatten, devient reine de Suède lorsque Gustave VI Adolphe monte sur le trône. En février 1952, c'est au tour de la belle-fille d'Alice de ceindre la couronne de Grande-Bretagne après la mort du roi George VI. En juin 1953, la princesse assiste donc au couronnement d'Élisabeth II. Voilée et vêtue de la robe grise de sa communauté, Alice est alors accompagnée de ses filles, de ses gendres et d'une partie de ses petits-enfants allemands, qui n'ont pas été exclus de la cérémonie comme en 1947. En dépit de la splendeur de l'événement, Alice s'inquiète surtout pour son fils Philip dont la carrière dans la Royal Navy est brisée par l'intronisation de son épouse.
Après le couronnement de sa belle-fille, Alice assiste encore à quelques cérémonies officielles organisées en Grèce, mais elle se montre particulièrement discrète en Grande-Bretagne, où elle reste largement inconnue du grand public. En 1954, la princesse participe ainsi à une grande réception organisée à Tatoï à l'occasion de la « croisière des rois », imaginée par la reine des Hellènes Frederika. C'est cependant surtout à l'occasion des funérailles des membres de sa parentèle qu'Alice apparaît en public. Dernière des membres de la famille royale de Grèce de sa génération, Alice assiste ainsi aux obsèques d'Hélène Vladimirovna de Russie (1957), de Georges de Grèce (1957) et de Marie Bonaparte (1962). La disparition de la grande-duchesse Hélène est pourtant l'occasion d'un refroidissement des relations entre Alice et les souverains grecs. Au fil des années, la princesse a développé une certaine antipathie pour Frederika mais sa mise à l'écart par la reine au moment de l'agonie d'Hélène conduit Alice à refuser tout contact avec le couple royal. Dans ces conditions, la souveraine grecque n'a d'autre choix que de présenter des excuses à sa tante en 1958.
Les années passant, la famille d'Alice s'agrandit. Grand-mère de vingt petits-enfants nés entre 1932 et 1964 (5 Hohenlohe-Langenbourg, 3 Bade, 5 Hesse-Cassel, 3 Hanovre et 4 Windsor), la princesse a la joie d'apprendre que Philip et Élisabeth ont choisi de prénommer leur deuxième fils, né en 1960, Andrew en l'honneur de son défunt époux. En 1957, Alice devient par ailleurs arrière-grand-mère pour la première fois avec la naissance de Tatiana « Tania » de Yougoslavie, fille de Christine de Hesse-Cassel et d'André de Yougoslavie. Avec ses descendants, Alice apparaît parfois comme une grand-mère distante à cause de sa surdité et de son caractère austère. Elle développe malgré tout une réelle intimité avec certains d'entre eux, et en particulier avec le prince Charles et la princesse Anne du Royaume-Uni.

### Dernières années

#### Entre Athènes et l'étranger

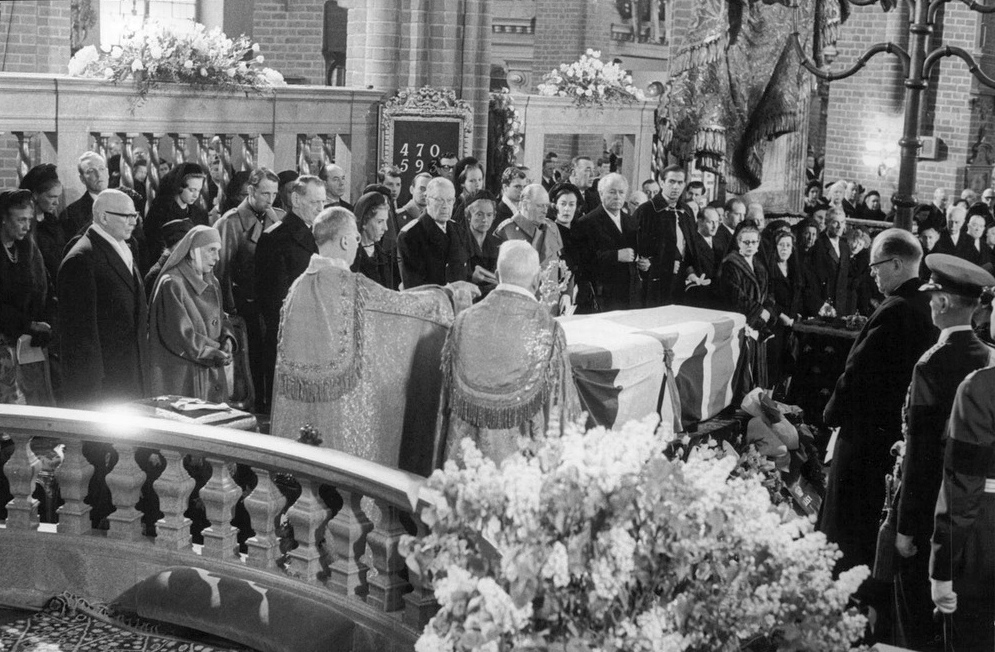
Alice (à gauche) lors des funérailles de sa sœur Louise (1965).

Les années passant, Alice se sent de plus en plus seule à Athènes, même si elle y reçoit quelques visites, comme celle de sa nièce Pamela Mountbatten, en 1958. La princesse grecque recherche donc la compagnie de ses enfants et de sa sœur Louise, ce qui l'amène à de fréquents séjours en Allemagne, au Royaume-Uni et en Suède,.
En janvier 1960, Alice visite l'Inde sur l'invitation de Rajkumari Amrit Kaur, une ancienne disciple du Mahatma Gandhi qu'elle a rencontrée lors d'une conférence organisée à Athènes par la Croix-Rouge. Le voyage est cependant écourté après que la princesse est subitement tombée malade, obligeant sa belle-sœur, l'ex vice-reine Edwina Ashley, à s'excuser pour son attitude auprès de ses hôtes indiens. Alice raconte plus tard qu'elle a vécu à cette occasion une expérience de décorporation. Tout cela n'empêche pas la princesse grecque de se rendre, en 1961, en voyage privé à Bahreïn pour y retrouver son ami le major Gerald Green. Elle retourne ensuite dans l'émirat en 1965 et y fête ses 80 ans en toute discrétion.
En décembre 1961, la princesse a le plaisir de recevoir la visite de son fils Philip à Athènes. Quelques mois plus tard, elle retrouve nombre de ses parents à l'occasion du mariage de sa petite-nièce la princesse Sophie de Grèce avec l'infant Juan Carlos d'Espagne, petit-fils de sa cousine Victoire-Eugénie de Battenberg. En 1964, les funérailles de Paul Ier et le mariage de Constantin II avec Anne-Marie de Danemark sont l'occasion de nouvelles retrouvailles familiales à Athènes. Le baptême de la princesse Alexia de Grèce, en septembre 1965, et le mariage de Tatiana Radziwill, en mars 1966, sont finalement les dernières occasions, pour Alice, de participer à de grandes célébrations familiales dans son pays d'adoption.
De fait, les années 1960 sont surtout marquées par de nouvelles disparitions dans l'entourage proche de la princesse. Après avoir perdu sa belle-sœur Edwina Ashley (en 1960) et ses gendres Gottfried de Hohenlohe-Langenbourg (en 1960) et Berthold de Bade (en 1963), Alice est particulièrement affectée par la mort de sa sœur Louise Mountbatten (en 1965).

#### Le coup d'État des colonels et le dernier exil

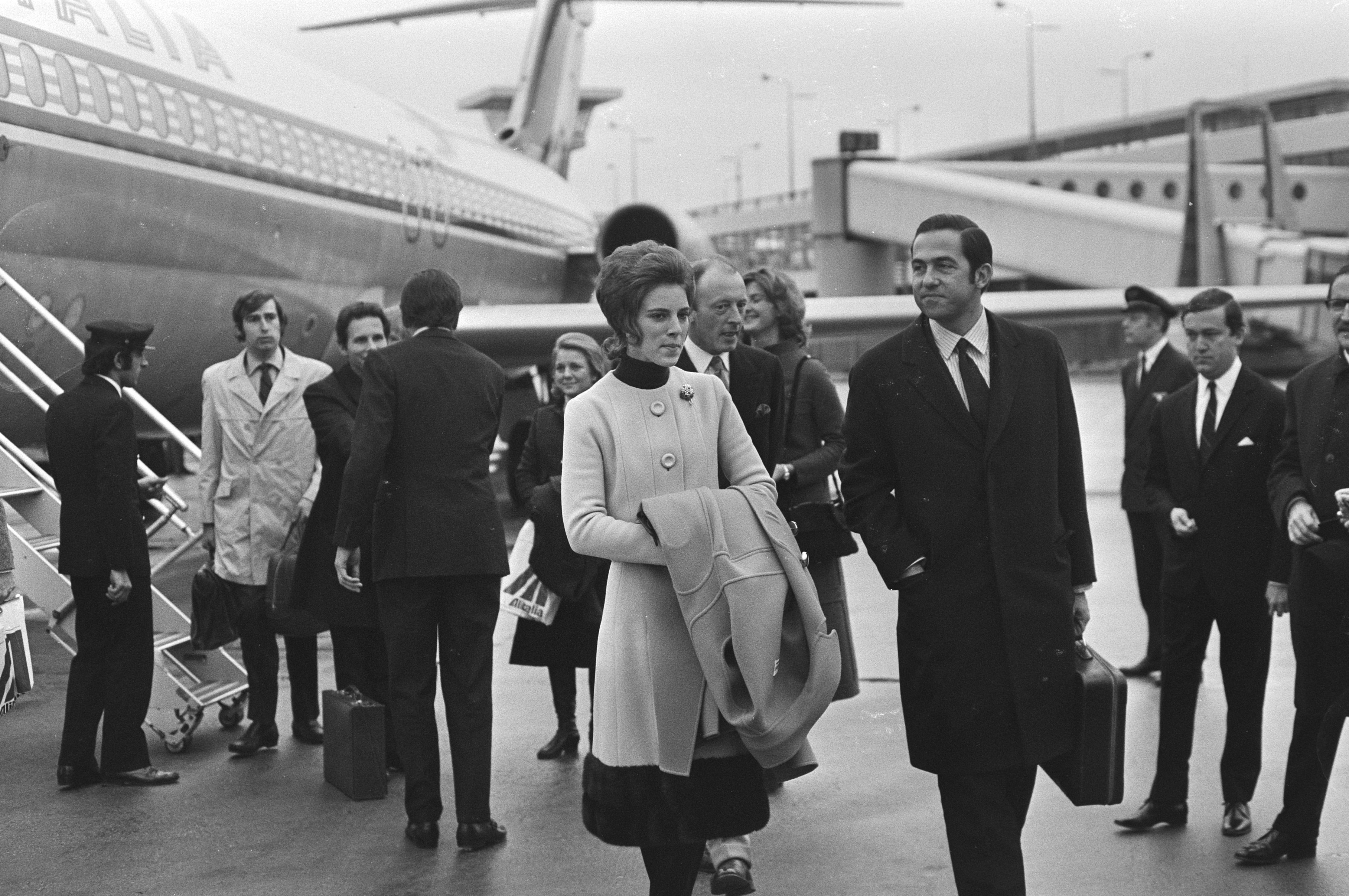
La reine Anne-Marie et le roi Constantin II (roi des Hellènes) en exil, en 1970.

Sous le règne de Constantin II, le climat politique se dégrade fortement en Grèce et Alice, qui s'est toujours intéressée aux questions institutionnelles, s'en émeut, même si elle est convaincue de l'étroitesse des liens qui unissent la couronne et l'armée. Pourtant, le 21 avril 1967, un groupe de colonels renverse le gouvernement et impose sa dictature au pays ,. Réfugiée au palais royal au moment du coup d'État, Alice retourne vivre dans son appartement de la rue du patriarche-Joachim peu de temps après. Préoccupées par la situation de leur mère, les princesses Théodora et Sophie se rendent alors successivement à Athènes pour la persuader de quitter la Grèce. C'est finalement l'invitation personnelle de la reine Élisabeth II qui convainc Alice de partir vivre au Royaume-Uni, en mai.
À Londres, la princesse emménage dans un petit appartement de deux pièces situé au deuxième étage du palais de Buckingham. Fumeuse invétérée, elle y mène une vie discrète, profitant de la compagnie de son fils et de ses petits-enfants,. Cependant, sa santé déjà chancelante depuis plusieurs années ne tarde pas à décliner rapidement. Souffrant de problèmes de cœur et de foie, elle passe tout le mois de septembre 1967 à l'hôpital. Rapatriée à Buckingham, Alice se retrouve fortement diminuée et dépendante, même si elle conserve son entière lucidité. Dans le même temps, la situation politique se dégrade encore davantage en Grèce, où le roi Constantin II est contraint à l'exil après avoir tenté un contre-coup d'État le 13 décembre 1967.
Durant ses derniers mois, Alice reçoit de fréquentes visites de ses filles et de son frère, Louis Mountbatten. En octobre 1969, cependant, la princesse a la douleur d'apprendre le décès de Théodora, qui s'éteint dans une clinique de Constance. Après cet événement, Alice décide qu'il est temps pour elle de mourir et elle se montre réfractaire aux traitements que lui impose son médecin. La princesse survit malgré tout deux mois à sa fille et s'éteint paisiblement durant son sommeil le 5 décembre 1969.

#### Funérailles et reconnaissance posthume

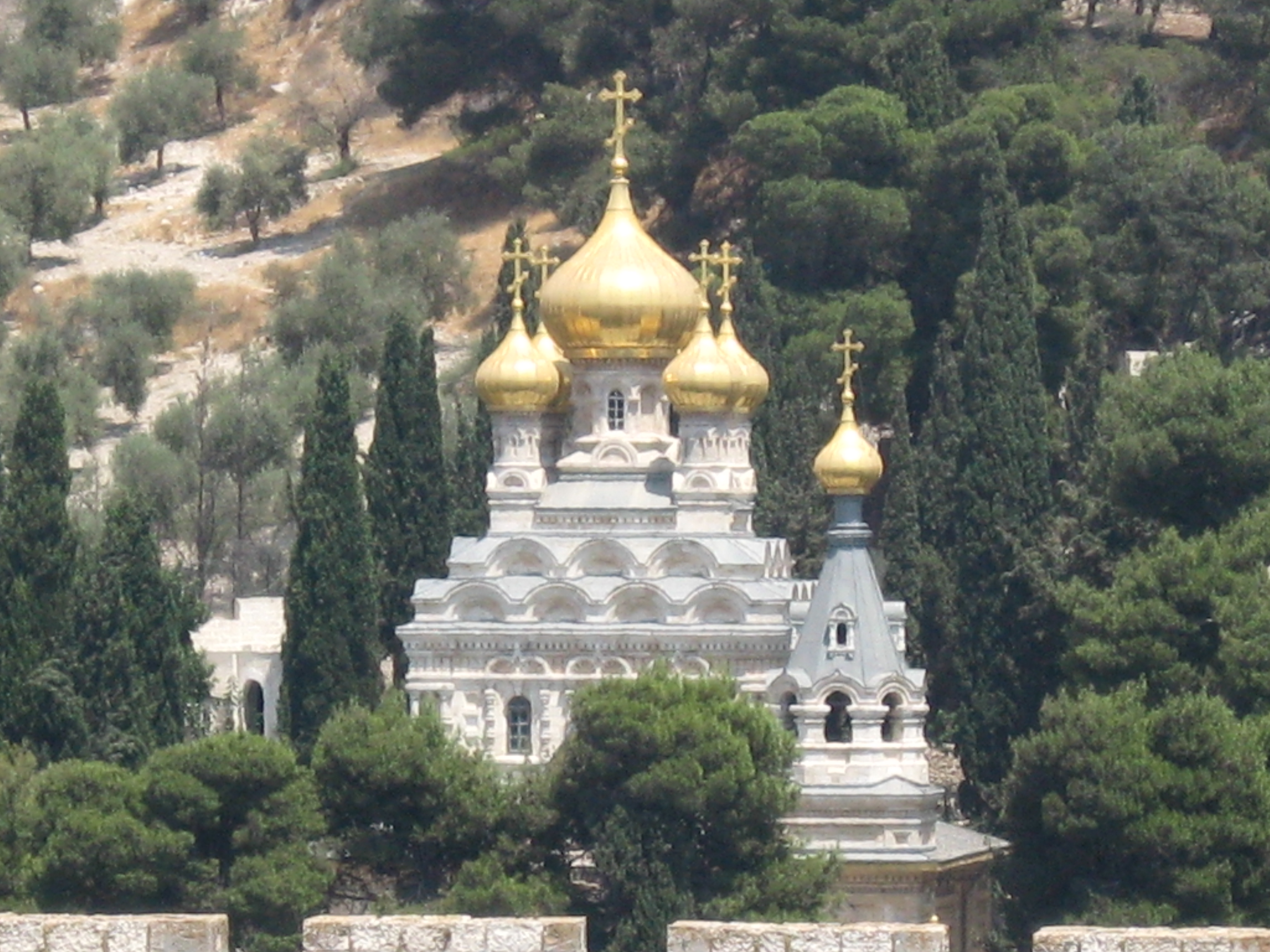
L'église Sainte-Marie-Madeleine de Jérusalem (2008), où est inhumée la princesse.

Les funérailles d'Alice sont célébrées le 10 décembre 1969 à la chapelle Saint-Georges du château de Windsor. Co-dirigées par le doyen anglican Robin Woods et l'archimandrite grec Grigórios Theochárous, elles se déroulent en présence des trois enfants survivants de la princesse et de nombreuses autres personnalités du gotha, parmi lesquelles la reine Élisabeth II du Royaume-Uni et le roi Constantin II Grèce,.
Alice ayant émis le souhait d'être enterrée auprès de sa tante, la grande-duchesse Élisabeth Féodorovna de Russie, à Jérusalem, des négociations sont ensuite entamées avec l'Église orthodoxe russe et les autorités israéliennes pour permettre la translation de sa dépouille sur le mont des Oliviers. Dans l'attente de l'autorisation, le tombeau de la princesse est placé dans la crypte de la chapelle Saint-Georges et ce n'est que le 3 août 1988 qu'il est finalement inhumé à l'église Sainte-Marie-Madeleine de Jérusalem.
Ayant appris l'arrivée de la dépouille de leur protectrice en Israël, les membres survivants de la famille Cohen décident alors de rendre publique son action durant la Seconde Guerre mondiale. Ils se mettent en contact avec le mémorial de la Shoah de Yad Vashem, qui décerne finalement à Alice le titre posthume de « Juste parmi les nations » le 11 avril 1993,,. Un an plus tard, le 31 octobre 1994, les deux derniers enfants de la princesse, Philip et Sophie, sont conviés à Jérusalem pour assister à une cérémonie organisée en l'honneur de leur mère. Le duc d'Édimbourg déclare alors : « D'aussi loin que je me souvienne, elle n'a jamais parlé à personne de l'aide qu'elle avait apportée à la famille Cohen au moment où les Juifs grecs étaient menacés d'arrestation et de déportation vers les camps de la mort. Je pense qu'elle n'a jamais pensé que son attitude avait été spéciale. C'était une personne profondément religieuse, et elle devait considérer comme une réaction humaine totalement naturelle de porter secours à des êtres en état de détresse ».

## Dans la culture populaire

### Hommage

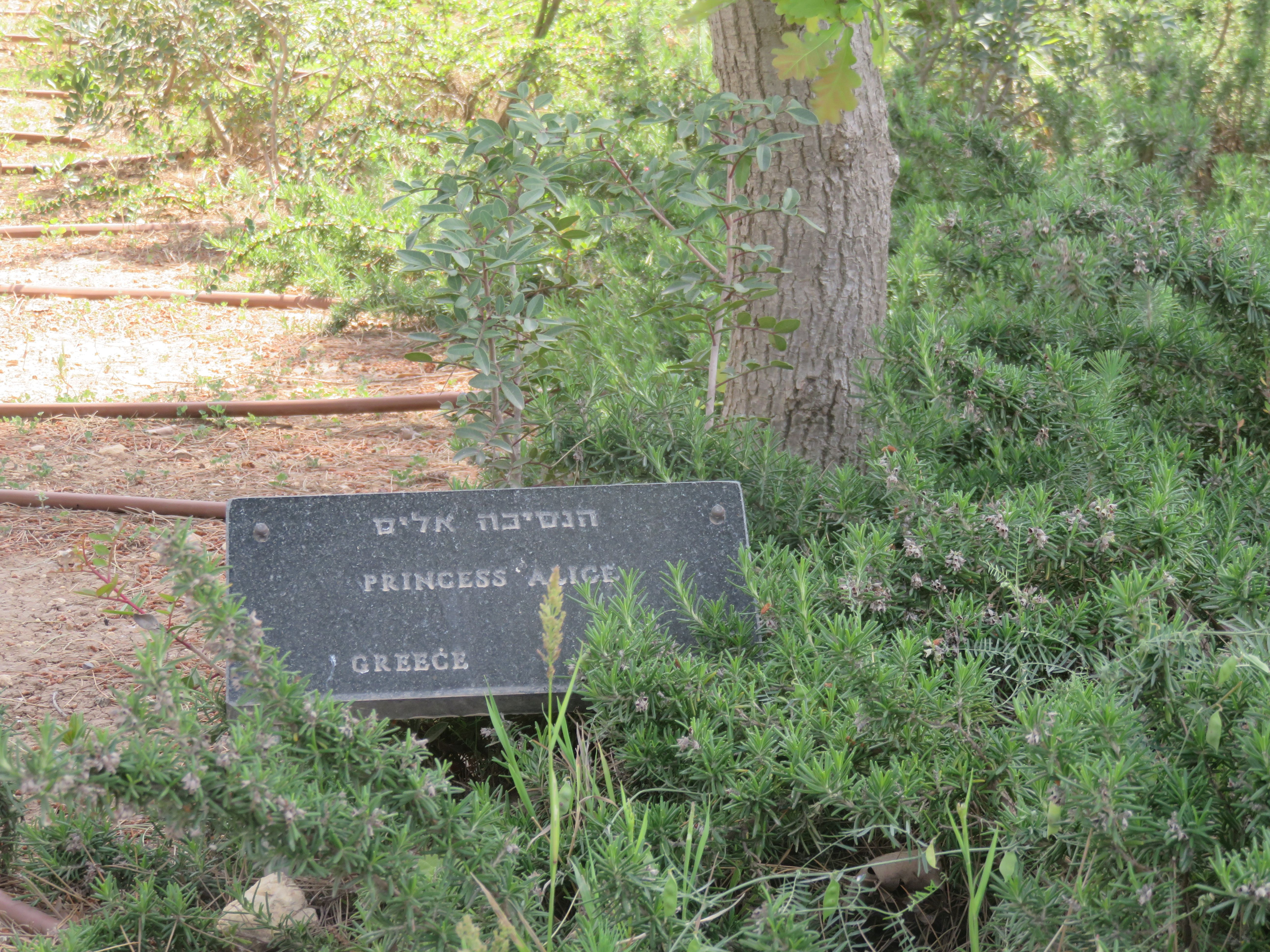
Plaque commémorative en l'honneur d'Alice à Yad Vashem (2018).

En Israël, un arbre est planté, depuis 1994, dans le « jardin des Justes » du mémorial de Yad Vashem en l'honneur de la princesse Alice.

### Documentaires
Plusieurs documentaires sont consacrés à la princesse Alice :
- The Queen's Mother in Law de Rob Coldstream (2012)[378] ;
- Princess Alice: The Royals' Greatest Secret de Joanna Burge et Tamsin Curry (2020)[379].

### Série télévisée
Dans la série télévisée américano-britannique The Crown, le rôle d'Alice est interprété par les actrices Rosalind Knight, dans le neuvième épisode de la saison 2 (« Paterfamilias »), et Jane Lapotaire, dans le quatrième épisode de la saison 3 (« Bubbikins »),.

### Littérature
La princesse Alice et la famille royale de Grèce sont au centre du roman policier anglais Un Mariage royal (A Royal Affair) d'Allison Montclair (2020).

## Arbres généalogiques

### Quartiers de la princesse Alice
|  |                                         |  |  |  |  |  |  |  |  |  |  |  |  |  |  |  |  |  |  |
|  | 16. Louis Ier de Hesse-Darmstadt        |  |  |  |  |  |  |  |  |  |  |  |  |  |  |  |  |  |  |
|  |                                         |  |  |  |  |  |  |  |  |  |  |  |  |  |  |  |  |  |  |
|  |                                         |  |  |  |  |  |  |  |  |  |  |  |  |  |  |  |  |  |  |
|  | 8. Louis II de Hesse-Darmstadt          |  |  |  |  |  |  |  |  |  |  |  |  |  |  |  |  |  |  |
|  |                                         |  |  |  |  |  |  |  |  |  |  |  |  |  |  |  |  |  |  |
|  |                                         |  |  |  |  |  |  |  |  |  |  |  |  |  |  |  |  |  |  |
|  | 17. Louise de Hesse-Darmstadt           |  |  |  |  |  |  |  |  |  |  |  |  |  |  |  |  |  |  |
|  |                                         |  |  |  |  |  |  |  |  |  |  |  |  |  |  |  |  |  |  |
|  |                                         |  |  |  |  |  |  |  |  |  |  |  |  |  |  |  |  |  |  |
|  | 4. Alexandre de Hesse-Darmstadt         |  |  |  |  |  |  |  |  |  |  |  |  |  |  |  |  |  |  |
|  |                                         |  |  |  |  |  |  |  |  |  |  |  |  |  |  |  |  |  |  |
|  |                                         |  |  |  |  |  |  |  |  |  |  |  |  |  |  |  |  |  |  |
|  | 18. Charles-Louis de Bade               |  |  |  |  |  |  |  |  |  |  |  |  |  |  |  |  |  |  |
|  |                                         |  |  |  |  |  |  |  |  |  |  |  |  |  |  |  |  |  |  |
|  |                                         |  |  |  |  |  |  |  |  |  |  |  |  |  |  |  |  |  |  |
|  | 9. Wilhelmine de Bade                   |  |  |  |  |  |  |  |  |  |  |  |  |  |  |  |  |  |  |
|  |                                         |  |  |  |  |  |  |  |  |  |  |  |  |  |  |  |  |  |  |
|  |                                         |  |  |  |  |  |  |  |  |  |  |  |  |  |  |  |  |  |  |
|  | 19. Amélie de Hesse-Darmstadt           |  |  |  |  |  |  |  |  |  |  |  |  |  |  |  |  |  |  |
|  |                                         |  |  |  |  |  |  |  |  |  |  |  |  |  |  |  |  |  |  |
|  |                                         |  |  |  |  |  |  |  |  |  |  |  |  |  |  |  |  |  |  |
|  | 2. Louis de Battenberg                  |  |  |  |  |  |  |  |  |  |  |  |  |  |  |  |  |  |  |
|  |                                         |  |  |  |  |  |  |  |  |  |  |  |  |  |  |  |  |  |  |
|  |                                         |  |  |  |  |  |  |  |  |  |  |  |  |  |  |  |  |  |  |
|  | 20. Frédéric-Charles Hauke (en)         |  |  |  |  |  |  |  |  |  |  |  |  |  |  |  |  |  |  |
|  |                                         |  |  |  |  |  |  |  |  |  |  |  |  |  |  |  |  |  |  |
|  |                                         |  |  |  |  |  |  |  |  |  |  |  |  |  |  |  |  |  |  |
|  | 10. Maurycy Hauke                       |  |  |  |  |  |  |  |  |  |  |  |  |  |  |  |  |  |  |
|  |                                         |  |  |  |  |  |  |  |  |  |  |  |  |  |  |  |  |  |  |
|  |                                         |  |  |  |  |  |  |  |  |  |  |  |  |  |  |  |  |  |  |
|  | 21. Maria Salomé Schweppenhäuser (en)   |  |  |  |  |  |  |  |  |  |  |  |  |  |  |  |  |  |  |
|  |                                         |  |  |  |  |  |  |  |  |  |  |  |  |  |  |  |  |  |  |
|  |                                         |  |  |  |  |  |  |  |  |  |  |  |  |  |  |  |  |  |  |
|  | 5. Julia Hauke                          |  |  |  |  |  |  |  |  |  |  |  |  |  |  |  |  |  |  |
|  |                                         |  |  |  |  |  |  |  |  |  |  |  |  |  |  |  |  |  |  |
|  |                                         |  |  |  |  |  |  |  |  |  |  |  |  |  |  |  |  |  |  |
|  | 22. Franz Leopold Lafontaine            |  |  |  |  |  |  |  |  |  |  |  |  |  |  |  |  |  |  |
|  |                                         |  |  |  |  |  |  |  |  |  |  |  |  |  |  |  |  |  |  |
|  |                                         |  |  |  |  |  |  |  |  |  |  |  |  |  |  |  |  |  |  |
|  | 11. Sophie Lafontaine (d)               |  |  |  |  |  |  |  |  |  |  |  |  |  |  |  |  |  |  |
|  |                                         |  |  |  |  |  |  |  |  |  |  |  |  |  |  |  |  |  |  |
|  |                                         |  |  |  |  |  |  |  |  |  |  |  |  |  |  |  |  |  |  |
|  | 23. Theresia de Cornelly (d)            |  |  |  |  |  |  |  |  |  |  |  |  |  |  |  |  |  |  |
|  |                                         |  |  |  |  |  |  |  |  |  |  |  |  |  |  |  |  |  |  |
|  |                                         |  |  |  |  |  |  |  |  |  |  |  |  |  |  |  |  |  |  |
|  | 1. Alice de Battenberg                  |  |  |  |  |  |  |  |  |  |  |  |  |  |  |  |  |  |  |
|  |                                         |  |  |  |  |  |  |  |  |  |  |  |  |  |  |  |  |  |  |
|  |                                         |  |  |  |  |  |  |  |  |  |  |  |  |  |  |  |  |  |  |
|  | 24. = 8. Louis II de Hesse-Darmstadt    |  |  |  |  |  |  |  |  |  |  |  |  |  |  |  |  |  |  |
|  |                                         |  |  |  |  |  |  |  |  |  |  |  |  |  |  |  |  |  |  |
|  |                                         |  |  |  |  |  |  |  |  |  |  |  |  |  |  |  |  |  |  |
|  | 12. Charles de Hesse-Darmstadt          |  |  |  |  |  |  |  |  |  |  |  |  |  |  |  |  |  |  |
|  |                                         |  |  |  |  |  |  |  |  |  |  |  |  |  |  |  |  |  |  |
|  |                                         |  |  |  |  |  |  |  |  |  |  |  |  |  |  |  |  |  |  |
|  | 25. = 9. Wilhelmine de Bade             |  |  |  |  |  |  |  |  |  |  |  |  |  |  |  |  |  |  |
|  |                                         |  |  |  |  |  |  |  |  |  |  |  |  |  |  |  |  |  |  |
|  |                                         |  |  |  |  |  |  |  |  |  |  |  |  |  |  |  |  |  |  |
|  | 6. Louis IV de Hesse-Darmstadt          |  |  |  |  |  |  |  |  |  |  |  |  |  |  |  |  |  |  |
|  |                                         |  |  |  |  |  |  |  |  |  |  |  |  |  |  |  |  |  |  |
|  |                                         |  |  |  |  |  |  |  |  |  |  |  |  |  |  |  |  |  |  |
|  | 26. Guillaume de Prusse                 |  |  |  |  |  |  |  |  |  |  |  |  |  |  |  |  |  |  |
|  |                                         |  |  |  |  |  |  |  |  |  |  |  |  |  |  |  |  |  |  |
|  |                                         |  |  |  |  |  |  |  |  |  |  |  |  |  |  |  |  |  |  |
|  | 13. Élisabeth de Prusse                 |  |  |  |  |  |  |  |  |  |  |  |  |  |  |  |  |  |  |
|  |                                         |  |  |  |  |  |  |  |  |  |  |  |  |  |  |  |  |  |  |
|  |                                         |  |  |  |  |  |  |  |  |  |  |  |  |  |  |  |  |  |  |
|  | 27. Marie-Anne-Amélie de Hesse-Hombourg |  |  |  |  |  |  |  |  |  |  |  |  |  |  |  |  |  |  |
|  |                                         |  |  |  |  |  |  |  |  |  |  |  |  |  |  |  |  |  |  |
|  |                                         |  |  |  |  |  |  |  |  |  |  |  |  |  |  |  |  |  |  |
|  | 3. Victoria de Hesse-Darmstadt          |  |  |  |  |  |  |  |  |  |  |  |  |  |  |  |  |  |  |
|  |                                         |  |  |  |  |  |  |  |  |  |  |  |  |  |  |  |  |  |  |
|  |                                         |  |  |  |  |  |  |  |  |  |  |  |  |  |  |  |  |  |  |
|  | 28. Ernest Ier de Saxe-Cobourg et Gotha |  |  |  |  |  |  |  |  |  |  |  |  |  |  |  |  |  |  |
|  |                                         |  |  |  |  |  |  |  |  |  |  |  |  |  |  |  |  |  |  |
|  |                                         |  |  |  |  |  |  |  |  |  |  |  |  |  |  |  |  |  |  |
|  | 14. Albert de Saxe-Cobourg-Gotha        |  |  |  |  |  |  |  |  |  |  |  |  |  |  |  |  |  |  |
|  |                                         |  |  |  |  |  |  |  |  |  |  |  |  |  |  |  |  |  |  |
|  |                                         |  |  |  |  |  |  |  |  |  |  |  |  |  |  |  |  |  |  |
|  | 29. Louise de Saxe-Gotha-Altenbourg     |  |  |  |  |  |  |  |  |  |  |  |  |  |  |  |  |  |  |
|  |                                         |  |  |  |  |  |  |  |  |  |  |  |  |  |  |  |  |  |  |
|  |                                         |  |  |  |  |  |  |  |  |  |  |  |  |  |  |  |  |  |  |
|  | 7. Alice du Royaume-Uni                 |  |  |  |  |  |  |  |  |  |  |  |  |  |  |  |  |  |  |
|  |                                         |  |  |  |  |  |  |  |  |  |  |  |  |  |  |  |  |  |  |
|  |                                         |  |  |  |  |  |  |  |  |  |  |  |  |  |  |  |  |  |  |
|  | 30. Édouard-Auguste de Kent             |  |  |  |  |  |  |  |  |  |  |  |  |  |  |  |  |  |  |
|  |                                         |  |  |  |  |  |  |  |  |  |  |  |  |  |  |  |  |  |  |
|  |                                         |  |  |  |  |  |  |  |  |  |  |  |  |  |  |  |  |  |  |
|  | 15. Victoria du Royaume-Uni             |  |  |  |  |  |  |  |  |  |  |  |  |  |  |  |  |  |  |
|  |                                         |  |  |  |  |  |  |  |  |  |  |  |  |  |  |  |  |  |  |
|  |                                         |  |  |  |  |  |  |  |  |  |  |  |  |  |  |  |  |  |  |
|  | 31. Victoire de Saxe-Cobourg-Saalfeld   |  |  |  |  |  |  |  |  |  |  |  |  |  |  |  |  |  |  |
|  |                                         |  |  |  |  |  |  |  |  |  |  |  |  |  |  |  |  |  |  |
|  |                                         |  |  |  |  |  |  |  |  |  |  |  |  |  |  |  |  |  |  |

### Alice et la famille de Hesse
|  |  |                                                                 |                                                                 |                                                                 |                                                                 |                                                                 |                                                                 |                              |                              |                                 |                                 |                                 |                                 |                                 |                                 |                                                                    |                                                                    |                                                                           |                                                                           |                                                                                         |                                                                                         |                                                                                         |                                                                                         |                                                                                         |                                                                                         |                                                                                     |                                                                                     | Louis II, Gd-duc de Hesse-Darmstadt                                                 | Louis II, Gd-duc de Hesse-Darmstadt                                                 | Louis II, Gd-duc de Hesse-Darmstadt                                                 | Louis II, Gd-duc de Hesse-Darmstadt                                                 | Louis II, Gd-duc de Hesse-Darmstadt                                | Louis II, Gd-duc de Hesse-Darmstadt                                |                                                                    |                                                                    | Wilhelmine, Pcesse de Bade                                         | Wilhelmine, Pcesse de Bade                                         | Wilhelmine, Pcesse de Bade                                     | Wilhelmine, Pcesse de Bade                                     | Wilhelmine, Pcesse de Bade    | Wilhelmine, Pcesse de Bade    |                                                   |                                                   |                                                   |                                                   |                                                   |                                                   |  |  |                                                             |                                                             |                                                             |                                                             |                                                             |                                                             |  |  |                                                              |                                                              |                                                              |                                                              |                                                              |                                                              |  |  |                                                                       |                                                                       |                                                                       |                                                                       |                                                                       |                                                                       |  |  |  |  |  |  |  |  |  |  |  |  |  |  |  |  |  |  |  |  |  |  |  |  |  |  |  |  |  |  |  |  |  |  |  |  |  |  |  |  |  |  |
|  |  |                                                                 |                                                                 |                                                                 |                                                                 |                                                                 |                                                                 |                              |                              |                                 |                                 |                                 |                                 |                                 |                                 |                                                                    |                                                                    |                                                                           |                                                                           |                                                                                         |                                                                                         |                                                                                         |                                                                                         |                                                                                         |                                                                                         |                                                                                     |                                                                                     | Louis II, Gd-duc de Hesse-Darmstadt                                                 | Louis II, Gd-duc de Hesse-Darmstadt                                                 | Louis II, Gd-duc de Hesse-Darmstadt                                                 | Louis II, Gd-duc de Hesse-Darmstadt                                                 | Louis II, Gd-duc de Hesse-Darmstadt                                | Louis II, Gd-duc de Hesse-Darmstadt                                |                                                                    |                                                                    | Wilhelmine, Pcesse de Bade                                         | Wilhelmine, Pcesse de Bade                                         | Wilhelmine, Pcesse de Bade                                     | Wilhelmine, Pcesse de Bade                                     | Wilhelmine, Pcesse de Bade    | Wilhelmine, Pcesse de Bade    |                                                   |                                                   |                                                   |                                                   |                                                   |                                                   |  |  |                                                             |                                                             |                                                             |                                                             |                                                             |                                                             |  |  |                                                              |                                                              |                                                              |                                                              |                                                              |                                                              |  |  |                                                                       |                                                                       |                                                                       |                                                                       |                                                                       |                                                                       |  |  |  |  |  |  |  |  |  |  |  |  |  |  |  |  |  |  |  |  |  |  |  |  |  |  |  |  |  |  |  |  |  |  |  |  |  |  |  |  |  |  |
|  |  |                                                                 |                                                                 |                                                                 |                                                                 |                                                                 |                                                                 |                              |                              |                                 |                                 |                                 |                                 |                                 |                                 |                                                                    |                                                                    |                                                                           |                                                                           |                                                                                         |                                                                                         |                                                                                         |                                                                                         |                                                                                         |                                                                                         |                                                                                     |                                                                                     |                                                                                     |                                                                                     |                                                                                     |                                                                                     |                                                                    |                                                                    |                                                                    |                                                                    |                                                                    |                                                                    |                                                                |                                                                |                               |                               |                                                   |                                                   |                                                   |                                                   |                                                   |                                                   |  |  |                                                             |                                                             |                                                             |                                                             |                                                             |                                                             |  |  |                                                              |                                                              |                                                              |                                                              |                                                              |                                                              |  |  |                                                                       |                                                                       |                                                                       |                                                                       |                                                                       |                                                                       |  |  |  |  |  |  |  |  |  |  |  |  |  |  |  |  |  |  |  |  |  |  |  |  |  |  |  |  |  |  |  |  |  |  |  |  |  |  |  |  |  |  |
|  |  |                                                                 |                                                                 |                                                                 |                                                                 |                                                                 |                                                                 |                              |                              |                                 |                                 |                                 |                                 |                                 |                                 |                                                                    |                                                                    |                                                                           |                                                                           |                                                                                         |                                                                                         |                                                                                         |                                                                                         |                                                                                         |                                                                                         |                                                                                     |                                                                                     |                                                                                     |                                                                                     |                                                                                     |                                                                                     |                                                                    |                                                                    |                                                                    |                                                                    |                                                                    |                                                                    |                                                                |                                                                |                               |                               |                                                   |                                                   |                                                   |                                                   |                                                   |                                                   |  |  |                                                             |                                                             |                                                             |                                                             |                                                             |                                                             |  |  |                                                              |                                                              |                                                              |                                                              |                                                              |                                                              |  |  |                                                                       |                                                                       |                                                                       |                                                                       |                                                                       |                                                                       |  |  |  |  |  |  |  |  |  |  |  |  |  |  |  |  |  |  |  |  |  |  |  |  |  |  |  |  |  |  |  |  |  |  |  |  |  |  |  |  |  |  |
|  |  | Marie, Pcesse de Hesse-Darmstadt ∞ Alexandre II, Tsar de Russie | Marie, Pcesse de Hesse-Darmstadt ∞ Alexandre II, Tsar de Russie | Marie, Pcesse de Hesse-Darmstadt ∞ Alexandre II, Tsar de Russie | Marie, Pcesse de Hesse-Darmstadt ∞ Alexandre II, Tsar de Russie | Marie, Pcesse de Hesse-Darmstadt ∞ Alexandre II, Tsar de Russie | Marie, Pcesse de Hesse-Darmstadt ∞ Alexandre II, Tsar de Russie |                              |                              |                                 |                                 |                                 |                                 |                                 |                                 | Louis III, Gd-duc de Hesse-Darmstadt ∞ Mathilde, Pcesse de Bavière | Louis III, Gd-duc de Hesse-Darmstadt ∞ Mathilde, Pcesse de Bavière | Louis III, Gd-duc de Hesse-Darmstadt ∞ Mathilde, Pcesse de Bavière        | Louis III, Gd-duc de Hesse-Darmstadt ∞ Mathilde, Pcesse de Bavière        | Louis III, Gd-duc de Hesse-Darmstadt ∞ Mathilde, Pcesse de Bavière                      | Louis III, Gd-duc de Hesse-Darmstadt ∞ Mathilde, Pcesse de Bavière                      |                                                                                         |                                                                                         |                                                                                         |                                                                                         |                                                                                     |                                                                                     |                                                                                     |                                                                                     |                                                                                     |                                                                                     | Charles, Pce de Hesse-Darmstadt ∞ Élisabeth, Pcesse de Prusse      | Charles, Pce de Hesse-Darmstadt ∞ Élisabeth, Pcesse de Prusse      | Charles, Pce de Hesse-Darmstadt ∞ Élisabeth, Pcesse de Prusse      | Charles, Pce de Hesse-Darmstadt ∞ Élisabeth, Pcesse de Prusse      | Charles, Pce de Hesse-Darmstadt ∞ Élisabeth, Pcesse de Prusse      | Charles, Pce de Hesse-Darmstadt ∞ Élisabeth, Pcesse de Prusse      |                                                                |                                                                |                               |                               |                                                   |                                                   |                                                   |                                                   |                                                   |                                                   |  |  |                                                             |                                                             |                                                             |                                                             |                                                             |                                                             |  |  | Alexandre, Pce de Hesse-Darmstadt ∞ Julia Hauke              | Alexandre, Pce de Hesse-Darmstadt ∞ Julia Hauke              | Alexandre, Pce de Hesse-Darmstadt ∞ Julia Hauke              | Alexandre, Pce de Hesse-Darmstadt ∞ Julia Hauke              | Alexandre, Pce de Hesse-Darmstadt ∞ Julia Hauke              | Alexandre, Pce de Hesse-Darmstadt ∞ Julia Hauke              |  |  |                                                                       |                                                                       |                                                                       |                                                                       |                                                                       |                                                                       |  |  |  |  |  |  |  |  |  |  |  |  |  |  |  |  |  |  |  |  |  |  |  |  |  |  |  |  |  |  |  |  |  |  |  |  |  |  |  |  |  |  |
|  |  | Marie, Pcesse de Hesse-Darmstadt ∞ Alexandre II, Tsar de Russie | Marie, Pcesse de Hesse-Darmstadt ∞ Alexandre II, Tsar de Russie | Marie, Pcesse de Hesse-Darmstadt ∞ Alexandre II, Tsar de Russie | Marie, Pcesse de Hesse-Darmstadt ∞ Alexandre II, Tsar de Russie | Marie, Pcesse de Hesse-Darmstadt ∞ Alexandre II, Tsar de Russie | Marie, Pcesse de Hesse-Darmstadt ∞ Alexandre II, Tsar de Russie |                              |                              |                                 |                                 |                                 |                                 |                                 |                                 | Louis III, Gd-duc de Hesse-Darmstadt ∞ Mathilde, Pcesse de Bavière | Louis III, Gd-duc de Hesse-Darmstadt ∞ Mathilde, Pcesse de Bavière | Louis III, Gd-duc de Hesse-Darmstadt ∞ Mathilde, Pcesse de Bavière        | Louis III, Gd-duc de Hesse-Darmstadt ∞ Mathilde, Pcesse de Bavière        | Louis III, Gd-duc de Hesse-Darmstadt ∞ Mathilde, Pcesse de Bavière                      | Louis III, Gd-duc de Hesse-Darmstadt ∞ Mathilde, Pcesse de Bavière                      |                                                                                         |                                                                                         |                                                                                         |                                                                                         |                                                                                     |                                                                                     |                                                                                     |                                                                                     |                                                                                     |                                                                                     | Charles, Pce de Hesse-Darmstadt ∞ Élisabeth, Pcesse de Prusse      | Charles, Pce de Hesse-Darmstadt ∞ Élisabeth, Pcesse de Prusse      | Charles, Pce de Hesse-Darmstadt ∞ Élisabeth, Pcesse de Prusse      | Charles, Pce de Hesse-Darmstadt ∞ Élisabeth, Pcesse de Prusse      | Charles, Pce de Hesse-Darmstadt ∞ Élisabeth, Pcesse de Prusse      | Charles, Pce de Hesse-Darmstadt ∞ Élisabeth, Pcesse de Prusse      |                                                                |                                                                |                               |                               |                                                   |                                                   |                                                   |                                                   |                                                   |                                                   |  |  |                                                             |                                                             |                                                             |                                                             |                                                             |                                                             |  |  | Alexandre, Pce de Hesse-Darmstadt ∞ Julia Hauke              | Alexandre, Pce de Hesse-Darmstadt ∞ Julia Hauke              | Alexandre, Pce de Hesse-Darmstadt ∞ Julia Hauke              | Alexandre, Pce de Hesse-Darmstadt ∞ Julia Hauke              | Alexandre, Pce de Hesse-Darmstadt ∞ Julia Hauke              | Alexandre, Pce de Hesse-Darmstadt ∞ Julia Hauke              |  |  |                                                                       |                                                                       |                                                                       |                                                                       |                                                                       |                                                                       |  |  |  |  |  |  |  |  |  |  |  |  |  |  |  |  |  |  |  |  |  |  |  |  |  |  |  |  |  |  |  |  |  |  |  |  |  |  |  |  |  |  |
|  |  |                                                                 |                                                                 |                                                                 |                                                                 |                                                                 |                                                                 |                              |                              |                                 |                                 |                                 |                                 |                                 |                                 |                                                                    |                                                                    |                                                                           |                                                                           |                                                                                         |                                                                                         |                                                                                         |                                                                                         |                                                                                         |                                                                                         |                                                                                     |                                                                                     |                                                                                     |                                                                                     |                                                                                     |                                                                                     |                                                                    |                                                                    |                                                                    |                                                                    |                                                                    |                                                                    |                                                                |                                                                |                               |                               |                                                   |                                                   |                                                   |                                                   |                                                   |                                                   |  |  |                                                             |                                                             |                                                             |                                                             |                                                             |                                                             |  |  |                                                              |                                                              |                                                              |                                                              |                                                              |                                                              |  |  |                                                                       |                                                                       |                                                                       |                                                                       |                                                                       |                                                                       |  |  |  |  |  |  |  |  |  |  |  |  |  |  |  |  |  |  |  |  |  |  |  |  |  |  |  |  |  |  |  |  |  |  |  |  |  |  |  |  |  |  |
|  |  | Alexandre III, Tsar de Russie ∞ Dagmar, Pcesse de Danemark      | Alexandre III, Tsar de Russie ∞ Dagmar, Pcesse de Danemark      | Alexandre III, Tsar de Russie ∞ Dagmar, Pcesse de Danemark      | Alexandre III, Tsar de Russie ∞ Dagmar, Pcesse de Danemark      | Alexandre III, Tsar de Russie ∞ Dagmar, Pcesse de Danemark      | Alexandre III, Tsar de Russie ∞ Dagmar, Pcesse de Danemark      |                              |                              |                                 |                                 |                                 |                                 |                                 |                                 |                                                                    |                                                                    |                                                                           |                                                                           | Anne, Pcesse de Hesse-Darmstadt ∞ Frédéric-François II, Gd-duc de Mecklembourg-Schwerin | Anne, Pcesse de Hesse-Darmstadt ∞ Frédéric-François II, Gd-duc de Mecklembourg-Schwerin | Anne, Pcesse de Hesse-Darmstadt ∞ Frédéric-François II, Gd-duc de Mecklembourg-Schwerin | Anne, Pcesse de Hesse-Darmstadt ∞ Frédéric-François II, Gd-duc de Mecklembourg-Schwerin | Anne, Pcesse de Hesse-Darmstadt ∞ Frédéric-François II, Gd-duc de Mecklembourg-Schwerin | Anne, Pcesse de Hesse-Darmstadt ∞ Frédéric-François II, Gd-duc de Mecklembourg-Schwerin |                                                                                     |                                                                                     |                                                                                     |                                                                                     |                                                                                     |                                                                                     | Louis IV, Gd-duc de Hesse-Darmstadt ∞ Alice, Pcesse du Royaume-Uni | Louis IV, Gd-duc de Hesse-Darmstadt ∞ Alice, Pcesse du Royaume-Uni | Louis IV, Gd-duc de Hesse-Darmstadt ∞ Alice, Pcesse du Royaume-Uni | Louis IV, Gd-duc de Hesse-Darmstadt ∞ Alice, Pcesse du Royaume-Uni | Louis IV, Gd-duc de Hesse-Darmstadt ∞ Alice, Pcesse du Royaume-Uni | Louis IV, Gd-duc de Hesse-Darmstadt ∞ Alice, Pcesse du Royaume-Uni |                                                                |                                                                |                               |                               |                                                   |                                                   |                                                   |                                                   |                                                   |                                                   |  |  |                                                             |                                                             |                                                             |                                                             |                                                             |                                                             |  |  |                                                              |                                                              |                                                              |                                                              |                                                              |                                                              |  |  |                                                                       |                                                                       |                                                                       |                                                                       |                                                                       |                                                                       |  |  |  |  |  |  |  |  |  |  |  |  |  |  |  |  |  |  |  |  |  |  |  |  |  |  |  |  |  |  |  |  |  |  |  |  |  |  |  |  |  |  |
|  |  | Alexandre III, Tsar de Russie ∞ Dagmar, Pcesse de Danemark      | Alexandre III, Tsar de Russie ∞ Dagmar, Pcesse de Danemark      | Alexandre III, Tsar de Russie ∞ Dagmar, Pcesse de Danemark      | Alexandre III, Tsar de Russie ∞ Dagmar, Pcesse de Danemark      | Alexandre III, Tsar de Russie ∞ Dagmar, Pcesse de Danemark      | Alexandre III, Tsar de Russie ∞ Dagmar, Pcesse de Danemark      |                              |                              |                                 |                                 |                                 |                                 |                                 |                                 |                                                                    |                                                                    |                                                                           |                                                                           | Anne, Pcesse de Hesse-Darmstadt ∞ Frédéric-François II, Gd-duc de Mecklembourg-Schwerin | Anne, Pcesse de Hesse-Darmstadt ∞ Frédéric-François II, Gd-duc de Mecklembourg-Schwerin | Anne, Pcesse de Hesse-Darmstadt ∞ Frédéric-François II, Gd-duc de Mecklembourg-Schwerin | Anne, Pcesse de Hesse-Darmstadt ∞ Frédéric-François II, Gd-duc de Mecklembourg-Schwerin | Anne, Pcesse de Hesse-Darmstadt ∞ Frédéric-François II, Gd-duc de Mecklembourg-Schwerin | Anne, Pcesse de Hesse-Darmstadt ∞ Frédéric-François II, Gd-duc de Mecklembourg-Schwerin |                                                                                     |                                                                                     |                                                                                     |                                                                                     |                                                                                     |                                                                                     | Louis IV, Gd-duc de Hesse-Darmstadt ∞ Alice, Pcesse du Royaume-Uni | Louis IV, Gd-duc de Hesse-Darmstadt ∞ Alice, Pcesse du Royaume-Uni | Louis IV, Gd-duc de Hesse-Darmstadt ∞ Alice, Pcesse du Royaume-Uni | Louis IV, Gd-duc de Hesse-Darmstadt ∞ Alice, Pcesse du Royaume-Uni | Louis IV, Gd-duc de Hesse-Darmstadt ∞ Alice, Pcesse du Royaume-Uni | Louis IV, Gd-duc de Hesse-Darmstadt ∞ Alice, Pcesse du Royaume-Uni |                                                                |                                                                |                               |                               |                                                   |                                                   |                                                   |                                                   |                                                   |                                                   |  |  |                                                             |                                                             |                                                             |                                                             |                                                             |                                                             |  |  |                                                              |                                                              |                                                              |                                                              |                                                              |                                                              |  |  |                                                                       |                                                                       |                                                                       |                                                                       |                                                                       |                                                                       |  |  |  |  |  |  |  |  |  |  |  |  |  |  |  |  |  |  |  |  |  |  |  |  |  |  |  |  |  |  |  |  |  |  |  |  |  |  |  |  |  |  |
|  |  |                                                                 |                                                                 |                                                                 |                                                                 |                                                                 |                                                                 |                              |                              |                                 |                                 |                                 |                                 |                                 |                                 |                                                                    |                                                                    |                                                                           |                                                                           |                                                                                         |                                                                                         |                                                                                         |                                                                                         |                                                                                         |                                                                                         |                                                                                     |                                                                                     |                                                                                     |                                                                                     |                                                                                     |                                                                                     |                                                                    |                                                                    |                                                                    |                                                                    |                                                                    |                                                                    |                                                                |                                                                |                               |                               |                                                   |                                                   |                                                   |                                                   |                                                   |                                                   |  |  |                                                             |                                                             |                                                             |                                                             |                                                             |                                                             |  |  |                                                              |                                                              |                                                              |                                                              |                                                              |                                                              |  |  |                                                                       |                                                                       |                                                                       |                                                                       |                                                                       |                                                                       |  |  |  |  |  |  |  |  |  |  |  |  |  |  |  |  |  |  |  |  |  |  |  |  |  |  |  |  |  |  |  |  |  |  |  |  |  |  |  |  |  |  |
|  |  | Nicolas II, Tsar de Russie                                      | Nicolas II, Tsar de Russie                                      | Nicolas II, Tsar de Russie                                      | Nicolas II, Tsar de Russie                                      | Nicolas II, Tsar de Russie                                      | Nicolas II, Tsar de Russie                                      |                              |                              | Alix, Pcesse de Hesse-Darmstadt | Alix, Pcesse de Hesse-Darmstadt | Alix, Pcesse de Hesse-Darmstadt | Alix, Pcesse de Hesse-Darmstadt | Alix, Pcesse de Hesse-Darmstadt | Alix, Pcesse de Hesse-Darmstadt |                                                                    |                                                                    | Irène, Pcesse de Hesse-Darmstadt ∞ Henri, Pce de Prusse                   | Irène, Pcesse de Hesse-Darmstadt ∞ Henri, Pce de Prusse                   | Irène, Pcesse de Hesse-Darmstadt ∞ Henri, Pce de Prusse                                 | Irène, Pcesse de Hesse-Darmstadt ∞ Henri, Pce de Prusse                                 | Irène, Pcesse de Hesse-Darmstadt ∞ Henri, Pce de Prusse                                 | Irène, Pcesse de Hesse-Darmstadt ∞ Henri, Pce de Prusse                                 |                                                                                         |                                                                                         | Ernest-Louis, Gd-duc de Hesse-Darmstadt ∞ Éléonore, Pcesse de Solms-Hohensolms-Lich | Ernest-Louis, Gd-duc de Hesse-Darmstadt ∞ Éléonore, Pcesse de Solms-Hohensolms-Lich | Ernest-Louis, Gd-duc de Hesse-Darmstadt ∞ Éléonore, Pcesse de Solms-Hohensolms-Lich | Ernest-Louis, Gd-duc de Hesse-Darmstadt ∞ Éléonore, Pcesse de Solms-Hohensolms-Lich | Ernest-Louis, Gd-duc de Hesse-Darmstadt ∞ Éléonore, Pcesse de Solms-Hohensolms-Lich | Ernest-Louis, Gd-duc de Hesse-Darmstadt ∞ Éléonore, Pcesse de Solms-Hohensolms-Lich |                                                                    |                                                                    | Élisabeth, Pcesse de Hesse-Darmstadt ∞ Serge, Gd-duc de Russie     | Élisabeth, Pcesse de Hesse-Darmstadt ∞ Serge, Gd-duc de Russie     | Élisabeth, Pcesse de Hesse-Darmstadt ∞ Serge, Gd-duc de Russie     | Élisabeth, Pcesse de Hesse-Darmstadt ∞ Serge, Gd-duc de Russie     | Élisabeth, Pcesse de Hesse-Darmstadt ∞ Serge, Gd-duc de Russie | Élisabeth, Pcesse de Hesse-Darmstadt ∞ Serge, Gd-duc de Russie |                               |                               | Victoria, Pcesse de Hesse-Darmstadt               | Victoria, Pcesse de Hesse-Darmstadt               | Victoria, Pcesse de Hesse-Darmstadt               | Victoria, Pcesse de Hesse-Darmstadt               | Victoria, Pcesse de Hesse-Darmstadt               | Victoria, Pcesse de Hesse-Darmstadt               |  |  | Louis, Pce de Battenberg puis marquis de Milford Haven      | Louis, Pce de Battenberg puis marquis de Milford Haven      | Louis, Pce de Battenberg puis marquis de Milford Haven      | Louis, Pce de Battenberg puis marquis de Milford Haven      | Louis, Pce de Battenberg puis marquis de Milford Haven      | Louis, Pce de Battenberg puis marquis de Milford Haven      |  |  | Alexandre Ier, Pce de Bulgarie ∞ Jeanne Loisinger            | Alexandre Ier, Pce de Bulgarie ∞ Jeanne Loisinger            | Alexandre Ier, Pce de Bulgarie ∞ Jeanne Loisinger            | Alexandre Ier, Pce de Bulgarie ∞ Jeanne Loisinger            | Alexandre Ier, Pce de Bulgarie ∞ Jeanne Loisinger            | Alexandre Ier, Pce de Bulgarie ∞ Jeanne Loisinger            |  |  | Henri, Pce de Battenberg ∞ Béatrice, Pcesse du Royaume-Uni            | Henri, Pce de Battenberg ∞ Béatrice, Pcesse du Royaume-Uni            | Henri, Pce de Battenberg ∞ Béatrice, Pcesse du Royaume-Uni            | Henri, Pce de Battenberg ∞ Béatrice, Pcesse du Royaume-Uni            | Henri, Pce de Battenberg ∞ Béatrice, Pcesse du Royaume-Uni            | Henri, Pce de Battenberg ∞ Béatrice, Pcesse du Royaume-Uni            |  |  |  |  |  |  |  |  |  |  |  |  |  |  |  |  |  |  |  |  |  |  |  |  |  |  |  |  |  |  |  |  |  |  |  |  |  |  |  |  |  |  |
|  |  | Nicolas II, Tsar de Russie                                      | Nicolas II, Tsar de Russie                                      | Nicolas II, Tsar de Russie                                      | Nicolas II, Tsar de Russie                                      | Nicolas II, Tsar de Russie                                      | Nicolas II, Tsar de Russie                                      |                              |                              | Alix, Pcesse de Hesse-Darmstadt | Alix, Pcesse de Hesse-Darmstadt | Alix, Pcesse de Hesse-Darmstadt | Alix, Pcesse de Hesse-Darmstadt | Alix, Pcesse de Hesse-Darmstadt | Alix, Pcesse de Hesse-Darmstadt |                                                                    |                                                                    | Irène, Pcesse de Hesse-Darmstadt ∞ Henri, Pce de Prusse                   | Irène, Pcesse de Hesse-Darmstadt ∞ Henri, Pce de Prusse                   | Irène, Pcesse de Hesse-Darmstadt ∞ Henri, Pce de Prusse                                 | Irène, Pcesse de Hesse-Darmstadt ∞ Henri, Pce de Prusse                                 | Irène, Pcesse de Hesse-Darmstadt ∞ Henri, Pce de Prusse                                 | Irène, Pcesse de Hesse-Darmstadt ∞ Henri, Pce de Prusse                                 |                                                                                         |                                                                                         | Ernest-Louis, Gd-duc de Hesse-Darmstadt ∞ Éléonore, Pcesse de Solms-Hohensolms-Lich | Ernest-Louis, Gd-duc de Hesse-Darmstadt ∞ Éléonore, Pcesse de Solms-Hohensolms-Lich | Ernest-Louis, Gd-duc de Hesse-Darmstadt ∞ Éléonore, Pcesse de Solms-Hohensolms-Lich | Ernest-Louis, Gd-duc de Hesse-Darmstadt ∞ Éléonore, Pcesse de Solms-Hohensolms-Lich | Ernest-Louis, Gd-duc de Hesse-Darmstadt ∞ Éléonore, Pcesse de Solms-Hohensolms-Lich | Ernest-Louis, Gd-duc de Hesse-Darmstadt ∞ Éléonore, Pcesse de Solms-Hohensolms-Lich |                                                                    |                                                                    | Élisabeth, Pcesse de Hesse-Darmstadt ∞ Serge, Gd-duc de Russie     | Élisabeth, Pcesse de Hesse-Darmstadt ∞ Serge, Gd-duc de Russie     | Élisabeth, Pcesse de Hesse-Darmstadt ∞ Serge, Gd-duc de Russie     | Élisabeth, Pcesse de Hesse-Darmstadt ∞ Serge, Gd-duc de Russie     | Élisabeth, Pcesse de Hesse-Darmstadt ∞ Serge, Gd-duc de Russie | Élisabeth, Pcesse de Hesse-Darmstadt ∞ Serge, Gd-duc de Russie |                               |                               | Victoria, Pcesse de Hesse-Darmstadt               | Victoria, Pcesse de Hesse-Darmstadt               | Victoria, Pcesse de Hesse-Darmstadt               | Victoria, Pcesse de Hesse-Darmstadt               | Victoria, Pcesse de Hesse-Darmstadt               | Victoria, Pcesse de Hesse-Darmstadt               |  |  | Louis, Pce de Battenberg puis marquis de Milford Haven      | Louis, Pce de Battenberg puis marquis de Milford Haven      | Louis, Pce de Battenberg puis marquis de Milford Haven      | Louis, Pce de Battenberg puis marquis de Milford Haven      | Louis, Pce de Battenberg puis marquis de Milford Haven      | Louis, Pce de Battenberg puis marquis de Milford Haven      |  |  | Alexandre Ier, Pce de Bulgarie ∞ Jeanne Loisinger            | Alexandre Ier, Pce de Bulgarie ∞ Jeanne Loisinger            | Alexandre Ier, Pce de Bulgarie ∞ Jeanne Loisinger            | Alexandre Ier, Pce de Bulgarie ∞ Jeanne Loisinger            | Alexandre Ier, Pce de Bulgarie ∞ Jeanne Loisinger            | Alexandre Ier, Pce de Bulgarie ∞ Jeanne Loisinger            |  |  | Henri, Pce de Battenberg ∞ Béatrice, Pcesse du Royaume-Uni            | Henri, Pce de Battenberg ∞ Béatrice, Pcesse du Royaume-Uni            | Henri, Pce de Battenberg ∞ Béatrice, Pcesse du Royaume-Uni            | Henri, Pce de Battenberg ∞ Béatrice, Pcesse du Royaume-Uni            | Henri, Pce de Battenberg ∞ Béatrice, Pcesse du Royaume-Uni            | Henri, Pce de Battenberg ∞ Béatrice, Pcesse du Royaume-Uni            |  |  |  |  |  |  |  |  |  |  |  |  |  |  |  |  |  |  |  |  |  |  |  |  |  |  |  |  |  |  |  |  |  |  |  |  |  |  |  |  |  |  |
|  |  |                                                                 |                                                                 |                                                                 |                                                                 |                                                                 |                                                                 |                              |                              |                                 |                                 |                                 |                                 |                                 |                                 |                                                                    |                                                                    |                                                                           |                                                                           |                                                                                         |                                                                                         |                                                                                         |                                                                                         |                                                                                         |                                                                                         |                                                                                     |                                                                                     |                                                                                     |                                                                                     |                                                                                     |                                                                                     |                                                                    |                                                                    |                                                                    |                                                                    |                                                                    |                                                                    |                                                                |                                                                |                               |                               |                                                   |                                                   |                                                   |                                                   |                                                   |                                                   |  |  |                                                             |                                                             |                                                             |                                                             |                                                             |                                                             |  |  |                                                              |                                                              |                                                              |                                                              |                                                              |                                                              |  |  |                                                                       |                                                                       |                                                                       |                                                                       |                                                                       |                                                                       |  |  |  |  |  |  |  |  |  |  |  |  |  |  |  |  |  |  |  |  |  |  |  |  |  |  |  |  |  |  |  |  |  |  |  |  |  |  |  |  |  |  |
|  |  |                                                                 |                                                                 |                                                                 |                                                                 |                                                                 |                                                                 |                              |                              |                                 |                                 |                                 |                                 |                                 |                                 |                                                                    |                                                                    |                                                                           |                                                                           |                                                                                         |                                                                                         |                                                                                         |                                                                                         |                                                                                         |                                                                                         |                                                                                     |                                                                                     |                                                                                     |                                                                                     |                                                                                     |                                                                                     |                                                                    |                                                                    |                                                                    |                                                                    |                                                                    |                                                                    |                                                                |                                                                |                               |                               |                                                   |                                                   |                                                   |                                                   |                                                   |                                                   |  |  |                                                             |                                                             |                                                             |                                                             |                                                             |                                                             |  |  |                                                              |                                                              |                                                              |                                                              |                                                              |                                                              |  |  |                                                                       |                                                                       |                                                                       |                                                                       |                                                                       |                                                                       |  |  |  |  |  |  |  |  |  |  |  |  |  |  |  |  |  |  |  |  |  |  |  |  |  |  |  |  |  |  |  |  |  |  |  |  |  |  |  |  |  |  |
|  |  |                                                                 |                                                                 |                                                                 |                                                                 | Alexis, Tsarévitch de Russie                                    | Alexis, Tsarévitch de Russie                                    | Alexis, Tsarévitch de Russie | Alexis, Tsarévitch de Russie | Alexis, Tsarévitch de Russie    | Alexis, Tsarévitch de Russie    |                                 |                                 |                                 |                                 |                                                                    |                                                                    | Sigismond, Pce de Prusse ∞ Charlotte, Pcesse de Saxe-Altenbourg           | Sigismond, Pce de Prusse ∞ Charlotte, Pcesse de Saxe-Altenbourg           | Sigismond, Pce de Prusse ∞ Charlotte, Pcesse de Saxe-Altenbourg                         | Sigismond, Pce de Prusse ∞ Charlotte, Pcesse de Saxe-Altenbourg                         | Sigismond, Pce de Prusse ∞ Charlotte, Pcesse de Saxe-Altenbourg                         | Sigismond, Pce de Prusse ∞ Charlotte, Pcesse de Saxe-Altenbourg                         |                                                                                         |                                                                                         |                                                                                     |                                                                                     |                                                                                     |                                                                                     |                                                                                     |                                                                                     |                                                                    |                                                                    | George, Marquis de Milford Haven ∞ Nadejda, Ctesse de Torby        | George, Marquis de Milford Haven ∞ Nadejda, Ctesse de Torby        | George, Marquis de Milford Haven ∞ Nadejda, Ctesse de Torby        | George, Marquis de Milford Haven ∞ Nadejda, Ctesse de Torby        | George, Marquis de Milford Haven ∞ Nadejda, Ctesse de Torby    | George, Marquis de Milford Haven ∞ Nadejda, Ctesse de Torby    |                               |                               | Alice, Pcesse de Battenberg ∞ André, Pce de Grèce | Alice, Pcesse de Battenberg ∞ André, Pce de Grèce | Alice, Pcesse de Battenberg ∞ André, Pce de Grèce | Alice, Pcesse de Battenberg ∞ André, Pce de Grèce | Alice, Pcesse de Battenberg ∞ André, Pce de Grèce | Alice, Pcesse de Battenberg ∞ André, Pce de Grèce |  |  | Louise, Lady Mountbatten ∞ Gustave VI Adolphe, Roi de Suède | Louise, Lady Mountbatten ∞ Gustave VI Adolphe, Roi de Suède | Louise, Lady Mountbatten ∞ Gustave VI Adolphe, Roi de Suède | Louise, Lady Mountbatten ∞ Gustave VI Adolphe, Roi de Suède | Louise, Lady Mountbatten ∞ Gustave VI Adolphe, Roi de Suède | Louise, Lady Mountbatten ∞ Gustave VI Adolphe, Roi de Suède |  |  | Louis, Vice-roi des Indes ∞ Edwina Ashley                    | Louis, Vice-roi des Indes ∞ Edwina Ashley                    | Louis, Vice-roi des Indes ∞ Edwina Ashley                    | Louis, Vice-roi des Indes ∞ Edwina Ashley                    | Louis, Vice-roi des Indes ∞ Edwina Ashley                    | Louis, Vice-roi des Indes ∞ Edwina Ashley                    |  |  | Victoire-Eugénie, Pcesse de Battenberg ∞ Alphonse XIII, Roi d'Espagne | Victoire-Eugénie, Pcesse de Battenberg ∞ Alphonse XIII, Roi d'Espagne | Victoire-Eugénie, Pcesse de Battenberg ∞ Alphonse XIII, Roi d'Espagne | Victoire-Eugénie, Pcesse de Battenberg ∞ Alphonse XIII, Roi d'Espagne | Victoire-Eugénie, Pcesse de Battenberg ∞ Alphonse XIII, Roi d'Espagne | Victoire-Eugénie, Pcesse de Battenberg ∞ Alphonse XIII, Roi d'Espagne |  |  |  |  |  |  |  |  |  |  |  |  |  |  |  |  |  |  |  |  |  |  |  |  |  |  |  |  |  |  |  |  |  |  |  |  |  |  |  |  |  |  |
|  |  |                                                                 |                                                                 |                                                                 |                                                                 | Alexis, Tsarévitch de Russie                                    | Alexis, Tsarévitch de Russie                                    | Alexis, Tsarévitch de Russie | Alexis, Tsarévitch de Russie | Alexis, Tsarévitch de Russie    | Alexis, Tsarévitch de Russie    |                                 |                                 |                                 |                                 |                                                                    |                                                                    | Sigismond, Pce de Prusse ∞ Charlotte, Pcesse de Saxe-Altenbourg           | Sigismond, Pce de Prusse ∞ Charlotte, Pcesse de Saxe-Altenbourg           | Sigismond, Pce de Prusse ∞ Charlotte, Pcesse de Saxe-Altenbourg                         | Sigismond, Pce de Prusse ∞ Charlotte, Pcesse de Saxe-Altenbourg                         | Sigismond, Pce de Prusse ∞ Charlotte, Pcesse de Saxe-Altenbourg                         | Sigismond, Pce de Prusse ∞ Charlotte, Pcesse de Saxe-Altenbourg                         |                                                                                         |                                                                                         |                                                                                     |                                                                                     |                                                                                     |                                                                                     |                                                                                     |                                                                                     |                                                                    |                                                                    | George, Marquis de Milford Haven ∞ Nadejda, Ctesse de Torby        | George, Marquis de Milford Haven ∞ Nadejda, Ctesse de Torby        | George, Marquis de Milford Haven ∞ Nadejda, Ctesse de Torby        | George, Marquis de Milford Haven ∞ Nadejda, Ctesse de Torby        | George, Marquis de Milford Haven ∞ Nadejda, Ctesse de Torby    | George, Marquis de Milford Haven ∞ Nadejda, Ctesse de Torby    |                               |                               | Alice, Pcesse de Battenberg ∞ André, Pce de Grèce | Alice, Pcesse de Battenberg ∞ André, Pce de Grèce | Alice, Pcesse de Battenberg ∞ André, Pce de Grèce | Alice, Pcesse de Battenberg ∞ André, Pce de Grèce | Alice, Pcesse de Battenberg ∞ André, Pce de Grèce | Alice, Pcesse de Battenberg ∞ André, Pce de Grèce |  |  | Louise, Lady Mountbatten ∞ Gustave VI Adolphe, Roi de Suède | Louise, Lady Mountbatten ∞ Gustave VI Adolphe, Roi de Suède | Louise, Lady Mountbatten ∞ Gustave VI Adolphe, Roi de Suède | Louise, Lady Mountbatten ∞ Gustave VI Adolphe, Roi de Suède | Louise, Lady Mountbatten ∞ Gustave VI Adolphe, Roi de Suède | Louise, Lady Mountbatten ∞ Gustave VI Adolphe, Roi de Suède |  |  | Louis, Vice-roi des Indes ∞ Edwina Ashley                    | Louis, Vice-roi des Indes ∞ Edwina Ashley                    | Louis, Vice-roi des Indes ∞ Edwina Ashley                    | Louis, Vice-roi des Indes ∞ Edwina Ashley                    | Louis, Vice-roi des Indes ∞ Edwina Ashley                    | Louis, Vice-roi des Indes ∞ Edwina Ashley                    |  |  | Victoire-Eugénie, Pcesse de Battenberg ∞ Alphonse XIII, Roi d'Espagne | Victoire-Eugénie, Pcesse de Battenberg ∞ Alphonse XIII, Roi d'Espagne | Victoire-Eugénie, Pcesse de Battenberg ∞ Alphonse XIII, Roi d'Espagne | Victoire-Eugénie, Pcesse de Battenberg ∞ Alphonse XIII, Roi d'Espagne | Victoire-Eugénie, Pcesse de Battenberg ∞ Alphonse XIII, Roi d'Espagne | Victoire-Eugénie, Pcesse de Battenberg ∞ Alphonse XIII, Roi d'Espagne |  |  |  |  |  |  |  |  |  |  |  |  |  |  |  |  |  |  |  |  |  |  |  |  |  |  |  |  |  |  |  |  |  |  |  |  |  |  |  |  |  |  |
|  |  |                                                                 |                                                                 |                                                                 |                                                                 |                                                                 |                                                                 |                              |                              |                                 |                                 |                                 |                                 |                                 |                                 |                                                                    |                                                                    |                                                                           |                                                                           |                                                                                         |                                                                                         |                                                                                         |                                                                                         |                                                                                         |                                                                                         |                                                                                     |                                                                                     |                                                                                     |                                                                                     |                                                                                     |                                                                                     |                                                                    |                                                                    |                                                                    |                                                                    |                                                                    |                                                                    |                                                                |                                                                |                               |                               |                                                   |                                                   |                                                   |                                                   |                                                   |                                                   |  |  |                                                             |                                                             |                                                             |                                                             |                                                             |                                                             |  |  |                                                              |                                                              |                                                              |                                                              |                                                              |                                                              |  |  |                                                                       |                                                                       |                                                                       |                                                                       |                                                                       |                                                                       |  |  |  |  |  |  |  |  |  |  |  |  |  |  |  |  |  |  |  |  |  |  |  |  |  |  |  |  |  |  |  |  |  |  |  |  |  |  |  |  |  |  |
|  |  |                                                                 |                                                                 |                                                                 |                                                                 |                                                                 |                                                                 |                              |                              |                                 |                                 |                                 |                                 |                                 |                                 |                                                                    |                                                                    | Barbara, Pcesse de Prusse ∞ Christian-Louis, Pce de Mecklembourg-Schwerin | Barbara, Pcesse de Prusse ∞ Christian-Louis, Pce de Mecklembourg-Schwerin | Barbara, Pcesse de Prusse ∞ Christian-Louis, Pce de Mecklembourg-Schwerin               | Barbara, Pcesse de Prusse ∞ Christian-Louis, Pce de Mecklembourg-Schwerin               | Barbara, Pcesse de Prusse ∞ Christian-Louis, Pce de Mecklembourg-Schwerin               | Barbara, Pcesse de Prusse ∞ Christian-Louis, Pce de Mecklembourg-Schwerin               |                                                                                         |                                                                                         | Louis, Pce de Hesse-Darmstadt ∞ Margaret Campbell Geddes                            | Louis, Pce de Hesse-Darmstadt ∞ Margaret Campbell Geddes                            | Louis, Pce de Hesse-Darmstadt ∞ Margaret Campbell Geddes                            | Louis, Pce de Hesse-Darmstadt ∞ Margaret Campbell Geddes                            | Louis, Pce de Hesse-Darmstadt ∞ Margaret Campbell Geddes                            | Louis, Pce de Hesse-Darmstadt ∞ Margaret Campbell Geddes                            |                                                                    |                                                                    | Georges-Donatus, Pce de Hesse-Darmstadt                            | Georges-Donatus, Pce de Hesse-Darmstadt                            | Georges-Donatus, Pce de Hesse-Darmstadt                            | Georges-Donatus, Pce de Hesse-Darmstadt                            | Georges-Donatus, Pce de Hesse-Darmstadt                        | Georges-Donatus, Pce de Hesse-Darmstadt                        |                               |                               | Cécile, Pcesse de Grèce                           | Cécile, Pcesse de Grèce                           | Cécile, Pcesse de Grèce                           | Cécile, Pcesse de Grèce                           | Cécile, Pcesse de Grèce                           | Cécile, Pcesse de Grèce                           |  |  | Théodora, Pcesse de Grèce ∞ Berthold, Pce de Bade           | Théodora, Pcesse de Grèce ∞ Berthold, Pce de Bade           | Théodora, Pcesse de Grèce ∞ Berthold, Pce de Bade           | Théodora, Pcesse de Grèce ∞ Berthold, Pce de Bade           | Théodora, Pcesse de Grèce ∞ Berthold, Pce de Bade           | Théodora, Pcesse de Grèce ∞ Berthold, Pce de Bade           |  |  | Philip, Duc d'Édimbourg ∞ Élisabeth II, Reine du Royaume-Uni | Philip, Duc d'Édimbourg ∞ Élisabeth II, Reine du Royaume-Uni | Philip, Duc d'Édimbourg ∞ Élisabeth II, Reine du Royaume-Uni | Philip, Duc d'Édimbourg ∞ Élisabeth II, Reine du Royaume-Uni | Philip, Duc d'Édimbourg ∞ Élisabeth II, Reine du Royaume-Uni | Philip, Duc d'Édimbourg ∞ Élisabeth II, Reine du Royaume-Uni |  |  | Juan, Cte de Barcelone ∞ Mercedes, Pcesse des Deux-Siciles            | Juan, Cte de Barcelone ∞ Mercedes, Pcesse des Deux-Siciles            | Juan, Cte de Barcelone ∞ Mercedes, Pcesse des Deux-Siciles            | Juan, Cte de Barcelone ∞ Mercedes, Pcesse des Deux-Siciles            | Juan, Cte de Barcelone ∞ Mercedes, Pcesse des Deux-Siciles            | Juan, Cte de Barcelone ∞ Mercedes, Pcesse des Deux-Siciles            |  |  |  |  |  |  |  |  |  |  |  |  |  |  |  |  |  |  |  |  |  |  |  |  |  |  |  |  |  |  |  |  |  |  |  |  |  |  |  |  |  |  |
|  |  |                                                                 |                                                                 |                                                                 |                                                                 |                                                                 |                                                                 |                              |                              |                                 |                                 |                                 |                                 |                                 |                                 |                                                                    |                                                                    | Barbara, Pcesse de Prusse ∞ Christian-Louis, Pce de Mecklembourg-Schwerin | Barbara, Pcesse de Prusse ∞ Christian-Louis, Pce de Mecklembourg-Schwerin | Barbara, Pcesse de Prusse ∞ Christian-Louis, Pce de Mecklembourg-Schwerin               | Barbara, Pcesse de Prusse ∞ Christian-Louis, Pce de Mecklembourg-Schwerin               | Barbara, Pcesse de Prusse ∞ Christian-Louis, Pce de Mecklembourg-Schwerin               | Barbara, Pcesse de Prusse ∞ Christian-Louis, Pce de Mecklembourg-Schwerin               |                                                                                         |                                                                                         | Louis, Pce de Hesse-Darmstadt ∞ Margaret Campbell Geddes                            | Louis, Pce de Hesse-Darmstadt ∞ Margaret Campbell Geddes                            | Louis, Pce de Hesse-Darmstadt ∞ Margaret Campbell Geddes                            | Louis, Pce de Hesse-Darmstadt ∞ Margaret Campbell Geddes                            | Louis, Pce de Hesse-Darmstadt ∞ Margaret Campbell Geddes                            | Louis, Pce de Hesse-Darmstadt ∞ Margaret Campbell Geddes                            |                                                                    |                                                                    | Georges-Donatus, Pce de Hesse-Darmstadt                            | Georges-Donatus, Pce de Hesse-Darmstadt                            | Georges-Donatus, Pce de Hesse-Darmstadt                            | Georges-Donatus, Pce de Hesse-Darmstadt                            | Georges-Donatus, Pce de Hesse-Darmstadt                        | Georges-Donatus, Pce de Hesse-Darmstadt                        |                               |                               | Cécile, Pcesse de Grèce                           | Cécile, Pcesse de Grèce                           | Cécile, Pcesse de Grèce                           | Cécile, Pcesse de Grèce                           | Cécile, Pcesse de Grèce                           | Cécile, Pcesse de Grèce                           |  |  | Théodora, Pcesse de Grèce ∞ Berthold, Pce de Bade           | Théodora, Pcesse de Grèce ∞ Berthold, Pce de Bade           | Théodora, Pcesse de Grèce ∞ Berthold, Pce de Bade           | Théodora, Pcesse de Grèce ∞ Berthold, Pce de Bade           | Théodora, Pcesse de Grèce ∞ Berthold, Pce de Bade           | Théodora, Pcesse de Grèce ∞ Berthold, Pce de Bade           |  |  | Philip, Duc d'Édimbourg ∞ Élisabeth II, Reine du Royaume-Uni | Philip, Duc d'Édimbourg ∞ Élisabeth II, Reine du Royaume-Uni | Philip, Duc d'Édimbourg ∞ Élisabeth II, Reine du Royaume-Uni | Philip, Duc d'Édimbourg ∞ Élisabeth II, Reine du Royaume-Uni | Philip, Duc d'Édimbourg ∞ Élisabeth II, Reine du Royaume-Uni | Philip, Duc d'Édimbourg ∞ Élisabeth II, Reine du Royaume-Uni |  |  | Juan, Cte de Barcelone ∞ Mercedes, Pcesse des Deux-Siciles            | Juan, Cte de Barcelone ∞ Mercedes, Pcesse des Deux-Siciles            | Juan, Cte de Barcelone ∞ Mercedes, Pcesse des Deux-Siciles            | Juan, Cte de Barcelone ∞ Mercedes, Pcesse des Deux-Siciles            | Juan, Cte de Barcelone ∞ Mercedes, Pcesse des Deux-Siciles            | Juan, Cte de Barcelone ∞ Mercedes, Pcesse des Deux-Siciles            |  |  |  |  |  |  |  |  |  |  |  |  |  |  |  |  |  |  |  |  |  |  |  |  |  |  |  |  |  |  |  |  |  |  |  |  |  |  |  |  |  |  |
|  |  |                                                                 |                                                                 |                                                                 |                                                                 |                                                                 |                                                                 |                              |                              |                                 |                                 |                                 |                                 |                                 |                                 |                                                                    |                                                                    |                                                                           |                                                                           |                                                                                         |                                                                                         |                                                                                         |                                                                                         |                                                                                         |                                                                                         |                                                                                     |                                                                                     |                                                                                     |                                                                                     |                                                                                     |                                                                                     |                                                                    |                                                                    |                                                                    |                                                                    |                                                                    |                                                                    |                                                                |                                                                |                               |                               |                                                   |                                                   |                                                   |                                                   |                                                   |                                                   |  |  |                                                             |                                                             |                                                             |                                                             |                                                             |                                                             |  |  |                                                              |                                                              |                                                              |                                                              |                                                              |                                                              |  |  |                                                                       |                                                                       |                                                                       |                                                                       |                                                                       |                                                                       |  |  |  |  |  |  |  |  |  |  |  |  |  |  |  |  |  |  |  |  |  |  |  |  |  |  |  |  |  |  |  |  |  |  |  |  |  |  |  |  |  |  |
|  |  |                                                                 |                                                                 |                                                                 |                                                                 |                                                                 |                                                                 |                              |                              |                                 |                                 |                                 |                                 |                                 |                                 |                                                                    |                                                                    | Donata, Pcesse de Mecklembourg-Schwerin ∞ Alexander von Solodkoff         | Donata, Pcesse de Mecklembourg-Schwerin ∞ Alexander von Solodkoff         | Donata, Pcesse de Mecklembourg-Schwerin ∞ Alexander von Solodkoff                       | Donata, Pcesse de Mecklembourg-Schwerin ∞ Alexander von Solodkoff                       | Donata, Pcesse de Mecklembourg-Schwerin ∞ Alexander von Solodkoff                       | Donata, Pcesse de Mecklembourg-Schwerin ∞ Alexander von Solodkoff                       |                                                                                         |                                                                                         |                                                                                     |                                                                                     |                                                                                     |                                                                                     |                                                                                     |                                                                                     |                                                                    |                                                                    |                                                                    |                                                                    |                                                                    |                                                                    | Louis, Pce de Hesse-Darmstadt                                  | Louis, Pce de Hesse-Darmstadt                                  | Louis, Pce de Hesse-Darmstadt | Louis, Pce de Hesse-Darmstadt | Louis, Pce de Hesse-Darmstadt                     | Louis, Pce de Hesse-Darmstadt                     |                                                   |                                                   |                                                   |                                                   |  |  | Maximilien, Pce de Bade ∞ Valérie, Pcesse de Toscane        | Maximilien, Pce de Bade ∞ Valérie, Pcesse de Toscane        | Maximilien, Pce de Bade ∞ Valérie, Pcesse de Toscane        | Maximilien, Pce de Bade ∞ Valérie, Pcesse de Toscane        | Maximilien, Pce de Bade ∞ Valérie, Pcesse de Toscane        | Maximilien, Pce de Bade ∞ Valérie, Pcesse de Toscane        |  |  | Charles III, Roi du Royaume-Uni ∞ Diana Spencer              | Charles III, Roi du Royaume-Uni ∞ Diana Spencer              | Charles III, Roi du Royaume-Uni ∞ Diana Spencer              | Charles III, Roi du Royaume-Uni ∞ Diana Spencer              | Charles III, Roi du Royaume-Uni ∞ Diana Spencer              | Charles III, Roi du Royaume-Uni ∞ Diana Spencer              |  |  | Juan Carlos Ier, Roi d'Espagne ∞ Sophie, Pcesse de Grèce              | Juan Carlos Ier, Roi d'Espagne ∞ Sophie, Pcesse de Grèce              | Juan Carlos Ier, Roi d'Espagne ∞ Sophie, Pcesse de Grèce              | Juan Carlos Ier, Roi d'Espagne ∞ Sophie, Pcesse de Grèce              | Juan Carlos Ier, Roi d'Espagne ∞ Sophie, Pcesse de Grèce              | Juan Carlos Ier, Roi d'Espagne ∞ Sophie, Pcesse de Grèce              |  |  |  |  |  |  |  |  |  |  |  |  |  |  |  |  |  |  |  |  |  |  |  |  |  |  |  |  |  |  |  |  |  |  |  |  |  |  |  |  |  |  |

## Titulature et honneurs

### Titulature
- 25 février 1885 – 6 octobre 1903 : Son Altesse Sérénissime la princesse Alice de Battenberg ;
- 6 octobre 1903 – 5 décembre 1969 : Son Altesse Royale la princesse André de Grèce et de Danemark.

### Honneurs

#### Honneurs contemporains
- Récipiendaire de la médaille du jubilé d'or de Victoria (Royaume-Uni, 1887)[383] ;
- Dame grand-croix de l'ordre du Sauveur (Grèce, 1903)[384] ;
- Récipiendaire de la Croix rouge royale (Royaume-Uni, 1913)[93] ;
- Dame de l'ordre de Sainte-Catherine (Russie)[385] ;
- Dame noble de l'ordre de la Reine Marie-Louise (Espagne, 1928)[386] ;
- Dame grand-croix de l'ordre des Saintes-Olga-et-Sophie (Grèce)[387].

#### Honneurs posthumes
- Juste parmi les nations (Israël, 1993)[374] ;
- Héros britannique de l'Holocauste (Royaume-Uni, 2010)[388].

### Héraldique
| Blason de Alice de Battenberg | Blason  | Parti en I d'azur, à la croix alésée d'argent (de Grèce), sur le tout, d'or à neuf cœurs de gueules, rangés en trois pals, à trois lions léopardés d'azur, lampassés de gueules, armés et couronnés du champ (de Danemark), en II écartelé en 1 et 4 d'azur au lion rampant à double queue burelé d'argent et de gueule et couronnées d'or (Hesse) à la bordure de gueules et d'argent, en 2 et 3 d'argent à deux pals de sable (Battenberg). Ornements extérieursL'écu accolé du collier de l'ordre de la Reine Marie-Louise et timbré d'une couronne royale. |
| Blason de Alice de Battenberg | Détails | |

### Ouvrage traduit par Alice du grec à l'anglais
- (en) Prince Andrew of Greece, Towards Disaster : The Greek Army in Asia Minor in 1921, Londres, John Murray, 1930.

### Biographies d'Alice
- (el) Τόνις Breidel-Χατζηδημητρίου, Πριγκίπισσα Αλίκη. Ο δρόμος του πεπρωμένου, Athènes, Πανεπιστημιακό,‎ 2006 (ISBN 960-89374-0-X).
- (de) Silke Ellenbeck, In der Stille die Freiheit : Das bewegte Leben der Prinzessin Alice von Griechenland, Prinzessin von Battenberg, Mutter von Prinz Philip, Duke of Edinburgh, 1885-1969, t. 1 et 2, DeBehr, 2019, 486 p. (ISBN 978-3-95753-715-7 et 3-95753-715-0).
- (de) Karin Feuerstein-Praßer, Alice von Battenberg, Die Schwiegermutter der Queen : Ein unkonventionelles Leben, Piper Verlag GmbH, 2020, 256 p. (ISBN 978-3-492-31545-6 et 3-492-31545-3).
- (fr) Inès de Kertanguy, Princesse Alice de Battenberg : Le tragique destin de la mère du prince Philip, Paris, Presses de la Cité, 2023, 304 p. (ISBN 9-782258-200661).
- (en) Hugo Vickers, Alice, Princess Andrew of Greece, Londres, Hamish Hamilton, 2000, 477 p. (ISBN 0-241-13686-5).

### Sur Alice, la famille grand-ducale de Hesse et les Battenberg
- (en) Arturo E. Beéche et Ilana D. Miller, The Grand Ducal House of Hesse, Eurohistory, 2020, 240 p. (ISBN 978-1-944207-08-3 et 1-944207-08-2).
- (en) David Duff, Hessian Tapestry : The Hesse Family and British Royalty, Londres, David & Charles, 1979 (ISBN 0-7153-7838-4).
- (en) Antony Lambton, The Mountbattens : The Battenbergs and young Mountbatten, Constable, 1989, 256 p. (ISBN 0-09-468820-6).
- (en) Victoria Marchioness of Milford Haven, Recollections, Eurohistory, 2020 (ISBN 978-1-944207-13-7 et 1-944207-13-9).
- (en) Philip Ziegler, Mountbatten : the official biography, Londres, Collins, 1985, 786 p. (ISBN 0-00-216543-0, lire en ligne).

### Sur Alice et la famille royale de Grèce
- (fr) Philippe Delorme, Philippe d'Édimbourg : Une vie au service de Sa Majesté, Paris, Tallandier, 2017, 301 p. (ISBN 979-10-210-2035-1).
- (en) Philip Eade, Young Prince Philip : His Turbulent Early Life, HarperPress, 2012, 384 p. (ISBN 978-0-00-730539-1 et 0-00-730539-7).
- (en) Michael of Greece, Helen Hemis-Markesinis et Arturo E. Beéche, The Royal Hellenic Dynasty, Eurohistory, 2007, 182 p. (ISBN 978-0-9771961-5-9 et 0-9771961-5-1).
- (es) Ricardo Mateos Sáinz de Medrano, La Familia de la Reina Sofía : La Dinastía griega, la Casa de Hannover y los reales primos de Europa, Madrid, La Esfera de los Libros, 2004, 573 p. (ISBN 84-9734-195-3).
- (en) John Van der Kiste, Kings of the Hellenes. The Greek Kings 1863-1974, Stroud, Alan Sutton Publishing, 1994, 200 p. (ISBN 0-7509-0525-5).

### Bases de données et dictionnaires
- Ressource relative aux beaux-arts :   - National Portrait Gallery
- Ressource relative aux militaires :   - TracesOfWar
- Notices dans des dictionnaires ou encyclopédies généralistes :   - Deutsche Biographie
  - Munzinger
  - Oxford Dictionary of National Biography
- Notices d'autorité :   - VIAF
  - ISNI
  - BnF (données)
  - LCCN
  - GND
  - Israël
  - Tchéquie
  - Grèce
  - WorldCat

### Autres liens externes
- (en) « Princess Alice », sur Yad Vashem, 2021 (consulté le 14 février 2021).
- (el) Ανδρέας Μέγκος, « 25 Φεβρουαρίου 1885: Γεννιέται η πριγκίπισσα Αλίκη της Ελλάδος », sur The Royal Chronicles,‎ 25 février 2016 (consulté le 15 février 2021).
- (en) Darryl Lundy, « Victoria Alice Elisabeth Julie Marie Mountbatten, Princess of Battenberg », sur The Peerage (consulté le 14 février 2021).
- (fr) Pierrick Geais, « Les destins brisés des Mountbatten, la famille du prince Philip », sur Vanity Fair, 27 janvier 2021 (consulté le 11 mars 2021) — Voir la section « Alice de Battenberg, la mère internée ».